# Leopard 1
Leopard 1 (укр. Леопард 1) — основний бойовий танк другого покоління, був розроблений та виготовлявся в Західній Німеччині. До появи нової моделі Leopard 2 називався просто Leopard (нім. Kampfpanzer Leopard). Взятий на озброєння у 1965 р. Вважалось, що сучасні високоефективні кумулятивні боєприпаси знизять значення бронювання, тому основна увага була зосереджена на ударній силі та маневреності машини.
Став першим німецьким танком, створеним після Другої світової війни. Роботи над танком розпочались спільно з Францією у 1950-ті, однак згодом співпраця припинилась, але на базі спільних розробок було створено німецький Leopard та французький AMX-30.
Перебуває на озброєнні армій Бразилії, Греції, Туреччини та України, станом на 2024 рік. До 1984 р. було виготовлено 4744 одиниць.

## Історія розробки
Проєкт «Leopard» було розпочато в листопаді 1956 року для розробки сучасного танка, Standard-Panzer, який мав замінити американські танки M47 та M48 Patton, що використовувались Бундесвером. Хоча ці танки тільки-но надійшли до новоствореної армії Західної Німеччини, вони швидко застарівали. 25 липня 1957 року були озвучені детальні технічні вимоги. Нова модель повинна була важити не більше 30 тонн, мати співвідношення потужності до ваги 30 кінських сил на тонну, витримувати обстріл автоматичними 20-мм гарматами з усіх проекцій, а також працювати на полі бою, забрудненому хімічною або радіоактивною зброєю — стандартні вимоги для бою з країнами країн Варшавського Договору на той час.
Основне озброєння повинно було складатися зі 105-мм гармати (було обрано нову британську гармату L7A3 калібру 105 мм), з боєкомплектом, не меншим, ніж у тодішніх американських танків. Пріоритет надавався мобільності, тоді як вогнева міць була на другому місці. Бронювання вважалося менш важливим, оскільки вважалося, що ефективний захист від кумулятивних снарядів все одно неможливий. На той час припускалося, що майбутні конфлікти включатимуть застосування ядерної зброї, від якої жоден танк тоді не міг забезпечити прямого захисту.
Франція була дуже зацікавлена в цьому проєкті, оскільки її власний проєкт AMX 50 щойно зазнав невдачі. У червні 1957 року Західна Німеччина і Четверта Французька Республіка підписали угоду про розробку спільного танка, який у Німеччині отримав назву Europa-Panzer.
У 1959 році в ФРН створили три групи конструкторів під назвою А, В та С, до яких приєдналася ще одна французька група конструкторів, які мали створити прототип бойової машини для порівняльного випробування. У вересні 1958 року до програми розвитку приєдналася Італія. Декілька прототипів було представлено для випробувань у 1960 році від трьох робочих груп.
- Робоча група А: Компанії Porsche, Atlas- MaK, Luther- Werke та Jung-Jungental.
- Робоча група В: Компанії Ruhrstahl AG, Rheinstahl- Hanomag та Rheinstahl- Henshel
- Робоча група C: Компанія C.W.F. Borgward

У 1960 році Франція також створила прототипи танку AMX 30 для заміни своїх M47. Відповідно, або новий танк ФРН, або AMX-30 повинен був стати єдиним танком для обох армій, але кожна країна пішла своїм шляхом. У ФРН роботи над проектом групи А призвели до появи танку, названого Leopard.
У 1963 році прототип II від Porsche був обраний переможцем конкурсу. Це не стало несподіванкою: ще у 1961 році було вирішено створити передсерійну партію з 50 машин на основі цієї конструкції, і їх виробництво розпочалося того ж року. Ця «нульова серія» була модифікована з новою литою баштою та кількома змінами в корпусі для підняття корми корпусу, що забезпечило більше місця в моторному відділенні, а також для перенесення деяких радіаторів на верхні частини корпусу. Перед початком масового виробництва стандартної версії було прийнято рішення додати оптичну систему далекомірів для кращого прицілювання на далекій відстані, що вимагало трохи підвищити башту та додати «виступи» з обох боків башти для встановлення оптики для триангуляції.
У лютому 1963 року міністр оборони Кай-Уве фон Гассель оголосив, що незабаром звернеться до оборонного комітету парламенту з проханням затвердити виробництво танка. На той час танк важив 40 тонн і коштував $250 000 за одиницю.

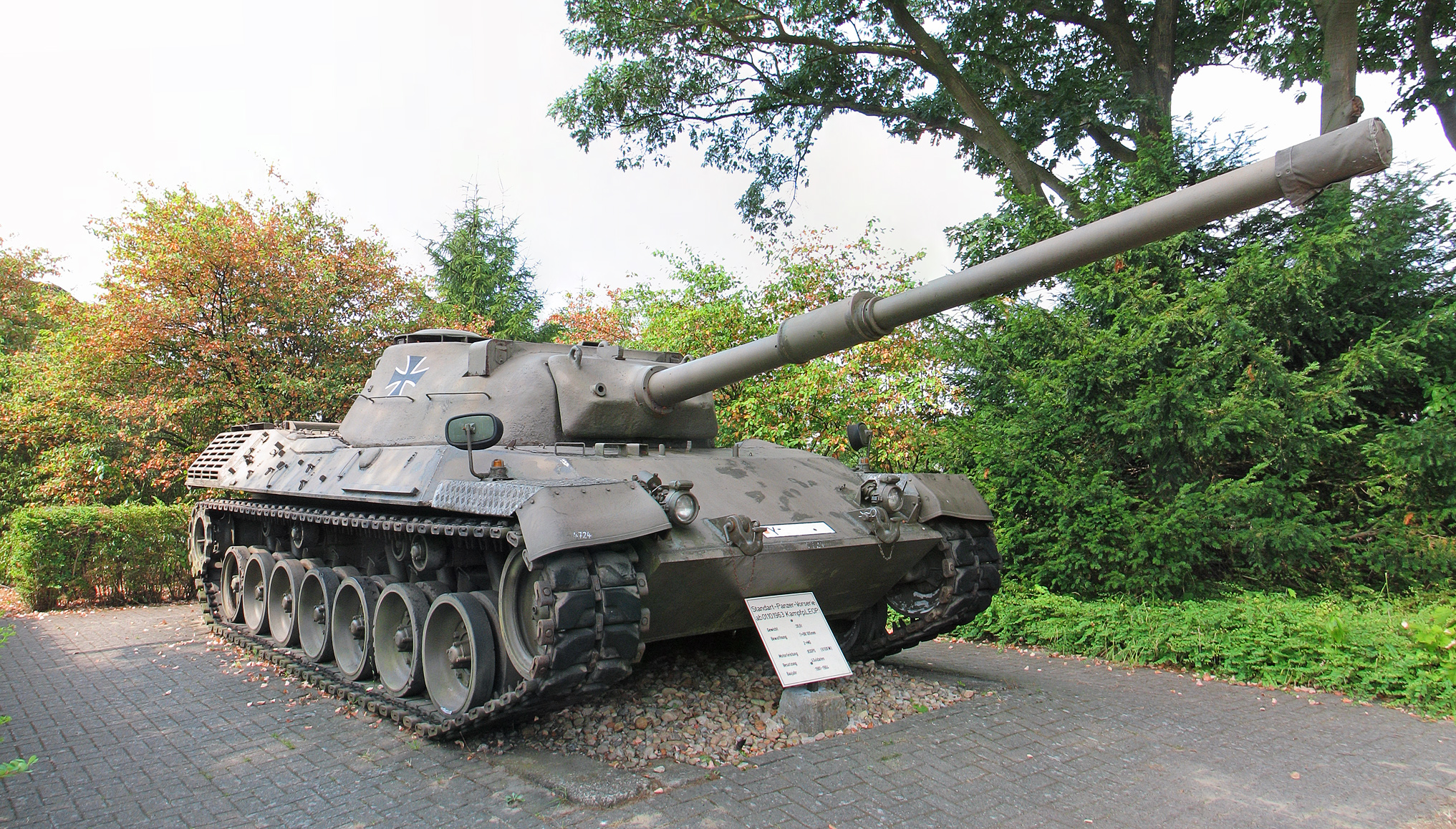
Предсерійний Leopard 1 Prototype II
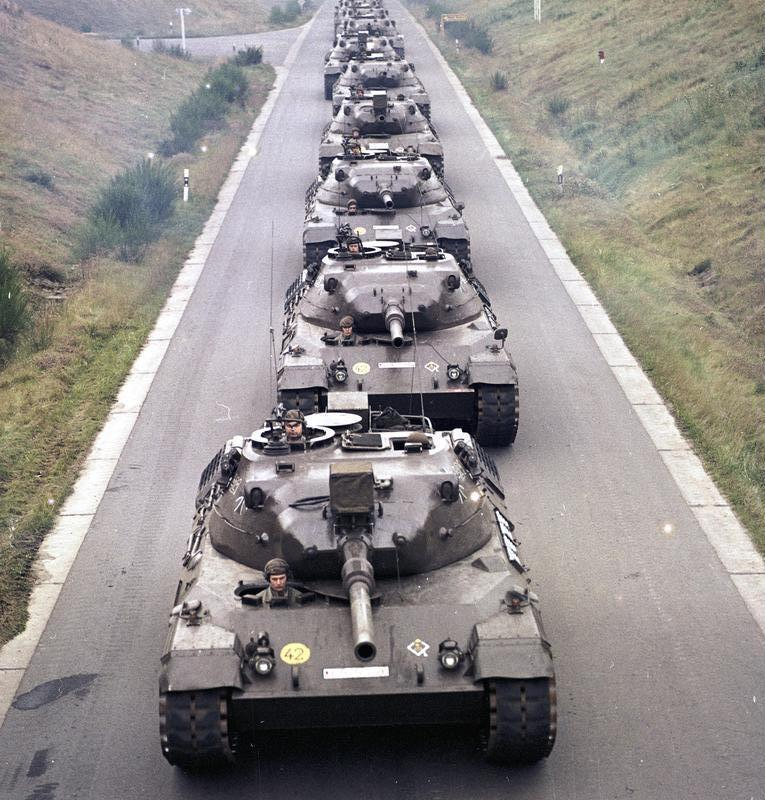
Кілька перших танків Leopard (прототипи «нульової серії»), готуються до параду, відрізняються центрально розташованим інфрачервоним/білим прожектором.

## Серійне виробництво
Першу партію танків було виготовлено німецькою фірмою KMW у Мюнхені в жовтні 1965 року. Всього було виготовлено понад 6000 танків Leopard різних варіантів. Надалі роботи з модернізації танку проводилися у межах багатонаціональної програми НАТО у якій крім ФРН, брали участь військові відомства та підприємства оборонної промисловості ще чотирьох країн — Данії, Нідерландів, Італії, Бельгії.

## Опис

### Компонування
Leopard виконаний за класичним компонуванням, з розміщенням моторно-трансмісійного відділення в кормовій частині, відділення управління — в передній, а бойового відділення — у середній частині машини. Екіпаж танка складається з чотирьох осіб: механіка-водія, командира, навідника та заряджальника.

### Захист
Зварний корпус виконаний із листів броньової сталі і розділений поперечною перегородкою на бойове і моторно-трансмісійне відділення. Товщина лобової броні (верхньої лобової деталі) складає 70 міліметрів, кут нахилу — 60°. Товщина бортової броні корпусу в середньому 30—35 міліметрів, товщина броньових плит днища і корми — 20 і 25 міліметрів відповідно.

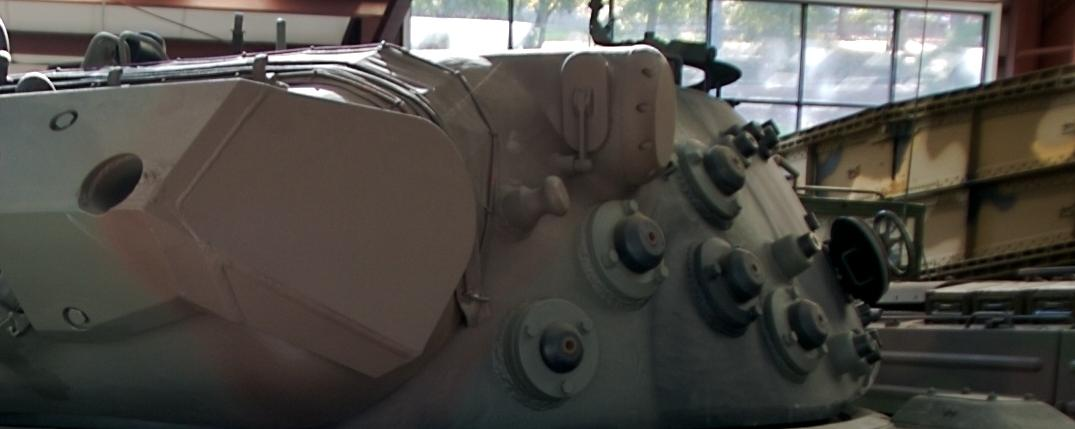
Лита башта Leopard 1A1A1 зі знятою навісною бронею. Добре видно гумові опори-амортизатори, на які кріпиться додаткова броня

Башта виконана у вигляді єдиного фасонного лиття, за винятком частини даху, що має два люки. Товщина броні литої башти досягає 60 міліметрів, яка була збільшена на модифікації A2, а пізніше, в рамках програми підвищення бойової ефективності з 1975 по 1977 рік, додатково посилена за допомогою навісних сталевих бронеелементів (нім. «Zusatzpanzerung»), розроблених компанією Blohm & Voss. Бронеелементи з високотвердої сталі кріпилися на основну броню з зазором за допомогою гумових опор-амортизаторів. Це посилення дозволило підвищити рівень захисту башти до рівня Leopard A3. Башти модифікацій A3 та A4 виготовлялися зварними, за рознесеною схемою бронювання, і мали однаковий рівень захисту. Додаткова (навісна) броня на ці башти не встановлювалася. При власній масі 9 тонн лита башта конструкції Wegmann була відносно легкою порівняно з 12 тоннами башти M48 або 15 тоннами башти Chieftain. Башти модифікацій A3 та A4 легко впізнати за кутуватою формою і клиноподібною маскою.
| Калібр                    | Назва боєприпасу | Сектор обстрілу       | 1A1       | 1A2     | 1A3 і 1A4 | 1A1A1  |
| ------------------------- | ---------------- | --------------------- | --------- | ------- | --------- | ------ |
| 100 мм                    | БР-412Б          | з передніх напрямів   | >2500 м   | >2500 м | 1000 м    | 1000 м |
| 57 мм                     | БР-271Н          | з передніх напрямів   | >2000 м   | >2000 м | 500 м     | 500 м  |
| 20 мм                     | DM43             | з флангів             | 300—500 м | 100 м   | 100 м     | 100 м  |
| осколки ОФ снаряду 155 мм | M107             | з верхньої напівсфери | 16 м      | 16 м    | 10 м      | 16 м   |

### Озброєння

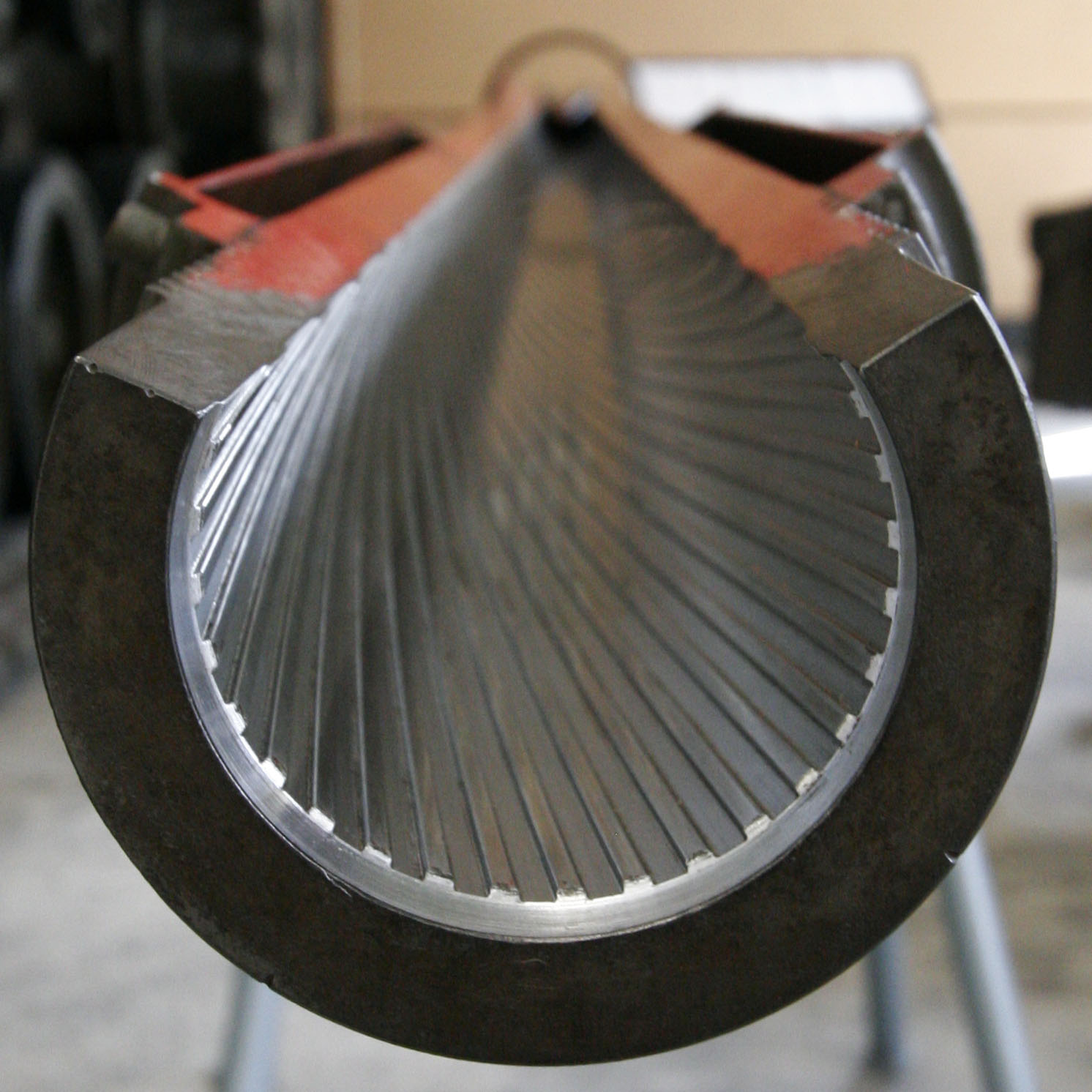
105-мм гармата L7 в розрізі

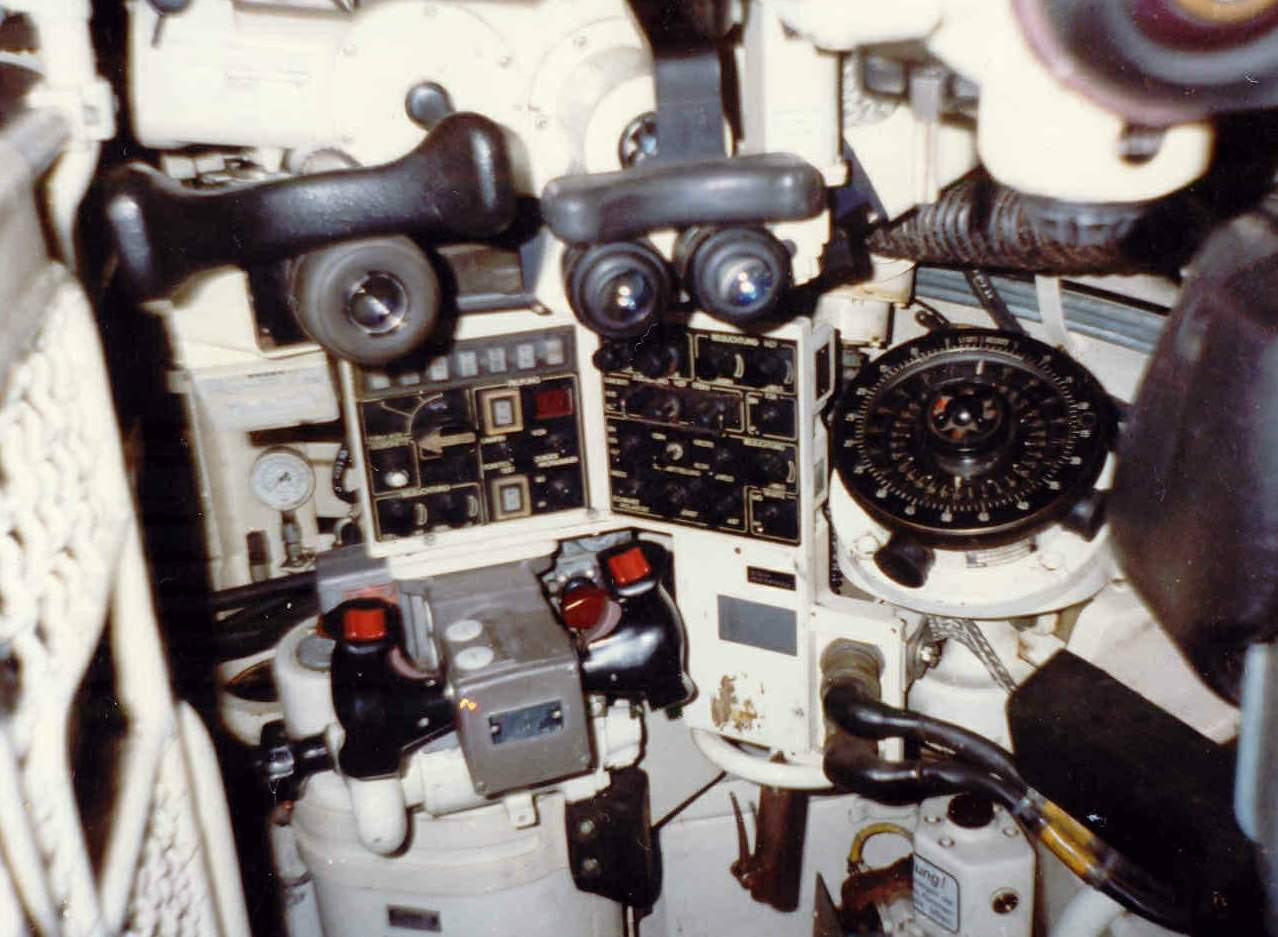
Робоче місце стрільця-навідника

Основним озброєнням танка є виготовлена за ліцензією британська нарізна 105-мм гармата L7A3 завдовжки 52 калібри. Гармата обладнана ежектором порохових газів, башта може вільно робити повний оберт, кути піднесення гармати — від −9° до +20°. Приводи механізму наведення — електрогідравлічні.
Під час модернізації до рівня A1 в 1971 році гармата отримала термозахисний кожух.
Додатково танк озброєний кулеметом, коаксіальним до основної гармати, а також кулеметом на башті.
Для навчальних стрільб під час навчальних маневрів на гармату можуть бути встановлені пристрої імітації пострілу KADAG (Kanonen-Abschuss-DArstellungs-Gerät) або DARKAS (DARstellung-Kanonen-AbSchuss). Піротехнічні патрони у цих пристроях імітують звук та спалах пострілу.
Починаючи з версії A2 танк отримав гіростабілізовані гармату та прилади наведення. Однак, тогочасні технології дозволяли лише поліпшити огляд та наведення у русі, аби скоротити час зупинки, все ще необхідної для виконання точного пострілу. Стрільба у русі була доступна лише добре навченому екіпажу. Лише із встановленням сучасної системи управління вогнем у версії 1А5, яка була запозичена у Leopard 2, вдалось досягти високої імовірності ураження цілі з першого пострілу.
Допоміжне озброєння танка Leopard складається з двох 7,62-мм кулеметів MG3A1, один з яких спарений з гарматою, а інший, зенітний, розміщується на турельній установці біля люка командира. Загальний боєкомплект кулеметів складає 5200 набоїв. У деяких варіантах зенітний кулемет може замінюватися на 12,7 мм Browning M2.

### Прицільні та спостережні прилади
Стрілець має в своєму розпорядженні оглядовий перископ та основні приціли; ці приціли складаються з спрямованого вперед стереоскопічного далекоміра Turmentfernungsmesser (TEM) 1A, який має перемикаєму 8× або 16× кратність і з'єднаний з головною гарматою, а також коаксіального телескопічного прицілу TZF 1A (8×) з рухомою шкалою для різних типів боєприпасів. Подвійні, горизонтально розташовані оптичні головки для TEM 1A розміщені з обох боків башти в броньованих кожухах та закриті захисними кришками, якими керує стрілець зсередини башти. Командир забезпечений круговим оглядом через 8 перископів, один з яких може бути замінений на активний інфрачервоний нічний приціл. Йому також наданий незалежний, поворотний перископ Turmrundblick-Pankrat (TRP) 1A зі змінною кратністю (від 6× до 20×), встановлений на даху башти перед башточкою командира, який можна синхронізувати з основною гарматою і дозволяє командиру перехоплювати управління і повертати башту. Прожектор для активної ІЧ-нічної системи позначений як XSW-30-U і встановлений над головною гарматою на масці, зміщений ліворуч. Він може бути знятий і зберігатися в задній частині башти, коли не використовується. Дальність прожектора в ІЧ-режимі (з використанням спеціального ІЧ-фільтра) становить до 1 200 м в ідеальних умовах, або до 1 500 м при проєкції звичайного білого світла. У пізніших варіантах Leopard використовувався трохи модифікований прожектор XSW-30-V. Заряджальник має 2 перископи для спостереження за визначеним сектором навколо машини.
Танк має ультракороткохвильову телефонну симплексну радіостанцію SEM 90 з діапазоном робочих частот 30-80 МГц.

### Двигун і трансмісія

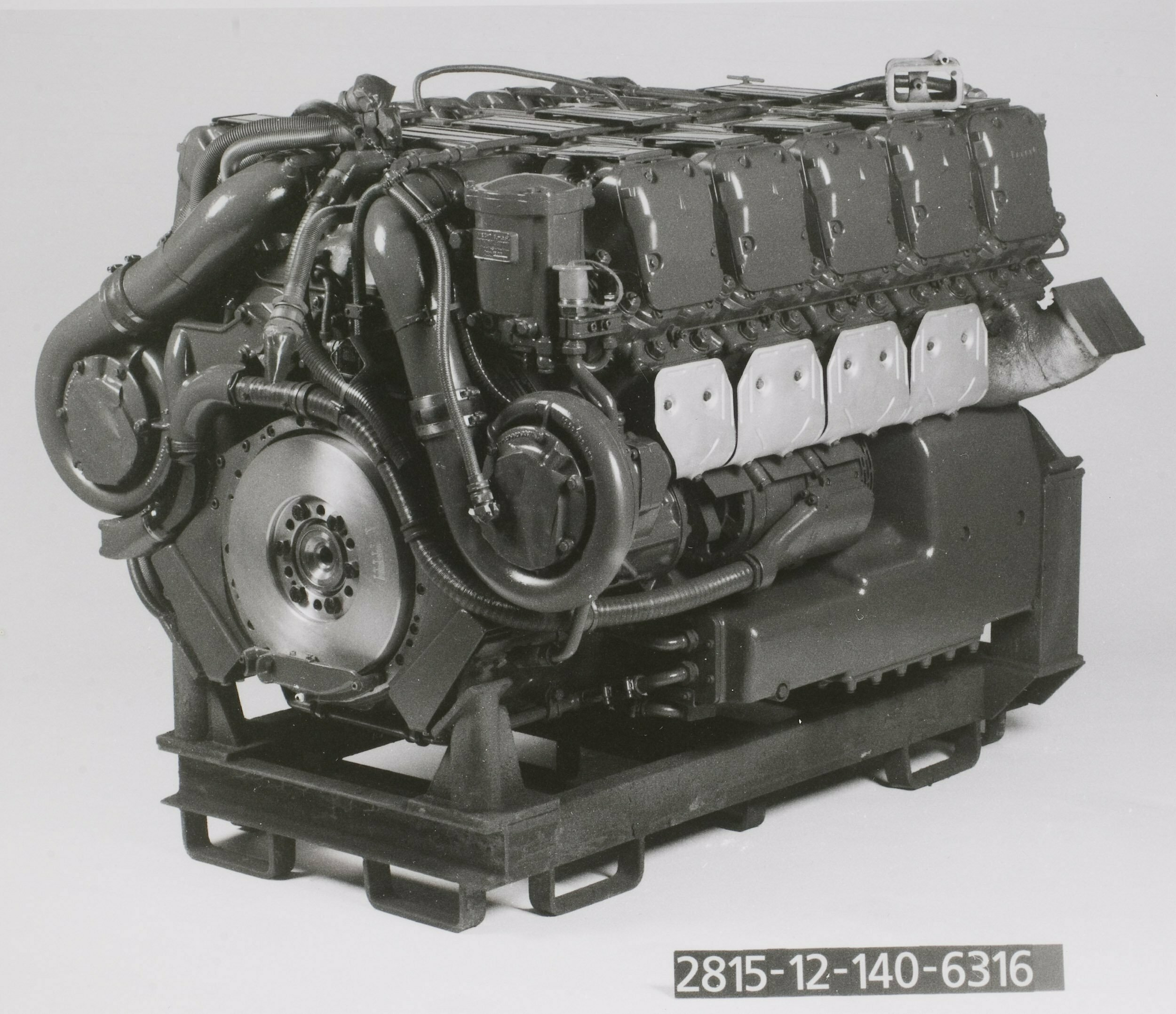
Десятициліндровий дизельний двигун з наддувом MTU MB838 Ca-M500

МТО (моторно-трансмісійне відділення) виконано в єдиному блоці з трансмісією та обслуговуючими системами. Встановлено багатопаливний (зазвичай він працював на дизельному паливі стандарт НАТО F-54) чотиритактний десятициліндровий дизельний двигун рідинного охолодження MB 838 СаМ-500, який споживає приблизно 190 літрів на 100 км. Маса блоку становить 4600 кг. Запуск двигуна здійснюється електростартером; конструкція трансмісії дозволяє запускати двигун «з штовхача». Двопотокова гідромеханічна трансмісія 4НР-250 включає однореакторну комплексну гідропередачу з блокуючим фрикціоном, планетарну коробку передач та механізм повороту диференціального типу. Планетарна коробка передач з двома ступенями свободи має автоматичне перемикання. Для керування поворотом використовується штурвал. Передбачена можливість дубльованого керування рухом командиром. Крім того, розроблено пристрій для дистанційного керування рухом танка через кабель або радіоканал (наприклад, при подоланні водних перешкод по дну). Для контролю роботи агрегатів і систем силового блоку встановлено вбудоване діагностичне обладнання. Гусеничний рушій містить по 7 опорних і по 4 підтримувальних котка на борт, напрямні колеса з механізмом натягування, ведучі колеса, гусениці з гумово-металевими шарнірами. У системі підресорювання застосована торсіонна підвіска з телескопічними гідроамортизаторами на 1, 2, 3, 6 і 7 вузлах. Гусениця має гумову бігову доріжку і знімні гумові подушки. Напрямні колеса взаємозамінні з опорними котками. Пробіг до капітального ремонту встановлено на рівні 10 000 кілометрів.
Увесь силовий блок з трансмісією може бути замінений у польових умовах приблизно за 20 хвилин завдяки швидкороз'ємним з'єднанням корпусу.

## Варіанти

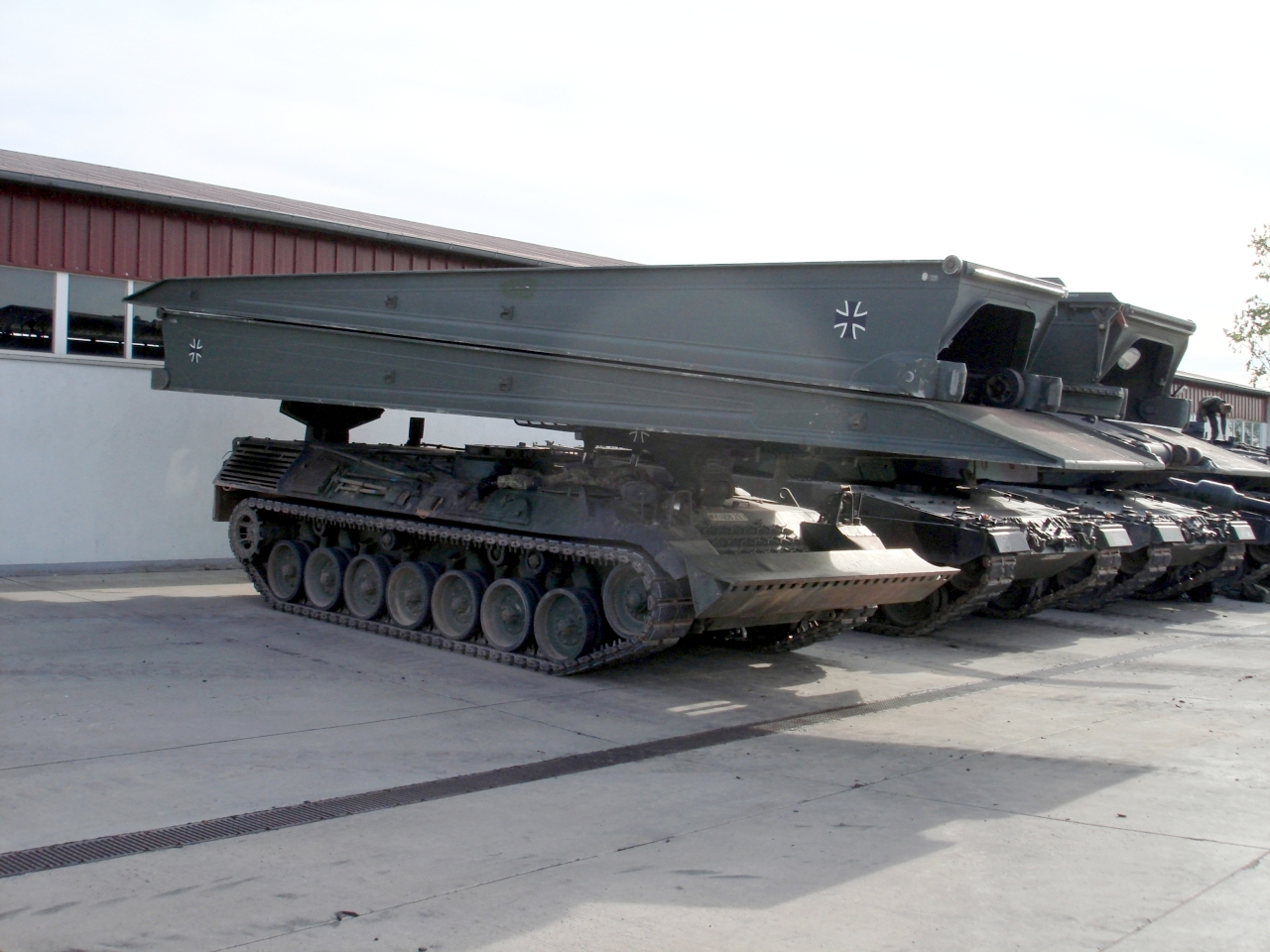
Мостоукладач «Бобер».

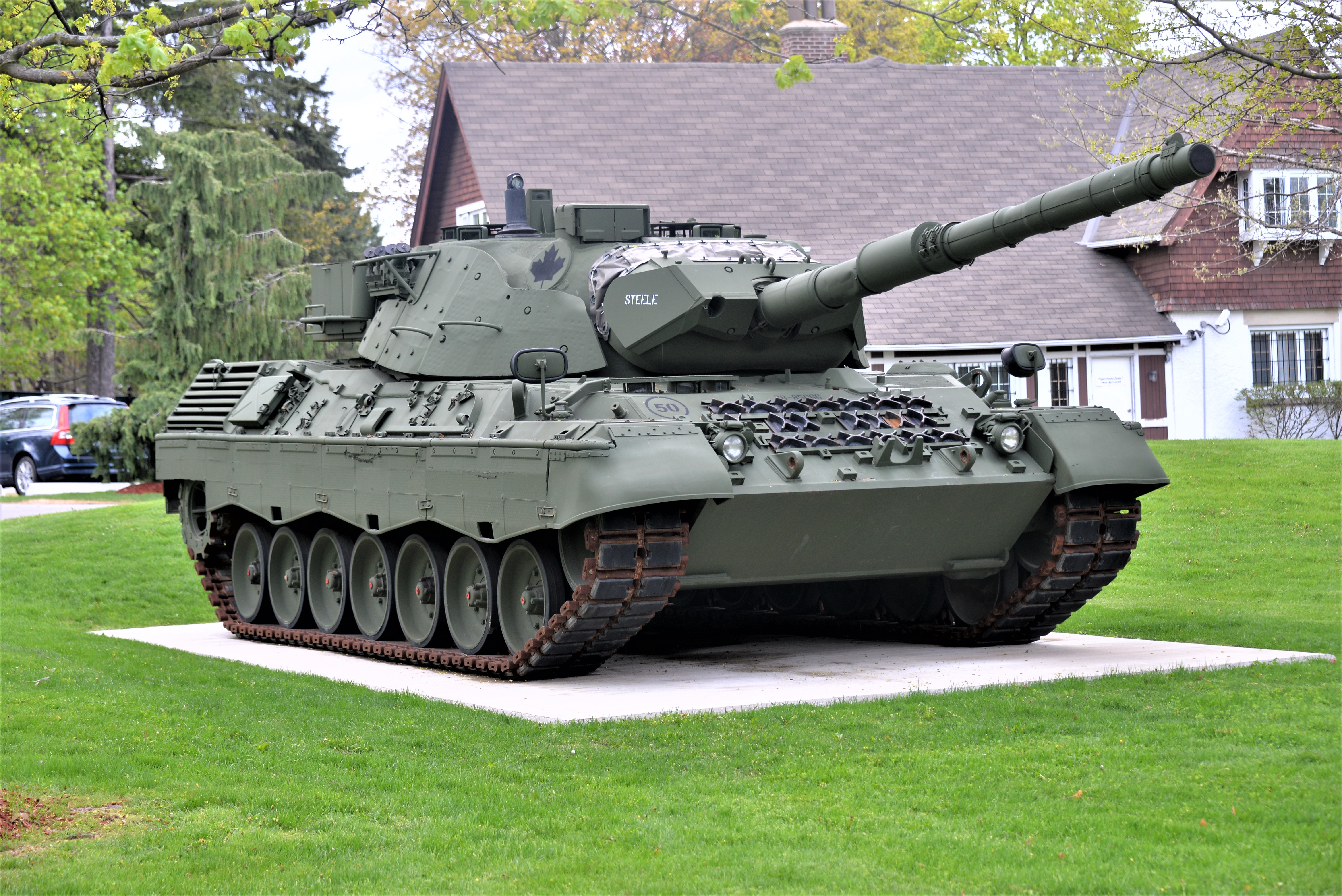
Канадський Leopard 1, виставлений на подвір'ї Військового коледжу, Торонто

### Базовий варіант
Leopard (1965) — базова версія, мав зварний корпус, литу башту. Нестабілізовану гармату Royal Ordans L7A3 з боєкомплектом 60 пострілів 45 з яких розташовано у корпусі танку та 15 у башті. З них 31 бронебійно-підкаліберний, 26 кумулятивно-уламковий та 3 димових.
Спарений 7,62 мм кулемет MG3, що має боєкомплект у 1250 набоїв.
Приціл-далекомір навідника TEM-1A стереоскопічний, із збільшенням 8× та 16×. Резервний приціл TZF-1A із 8× збільшенням. Незалежний панкратичний приціл командира TRP-1A, із збільшенням від 6× до 20×, має 8 оглядових блоків.
Двигун MTU MB 383 CaM-500 потужністю 830 к.с. Два паливні баки у відсіку для двигуна, ємністю 1010 літрів (згодом 985 л.).
Танк долав водні перешкоди 1,2 м завглибшки без підготування, 2,25 м з ОПВТ-обладнанням для підводного водіння танку. Вага 40 т., швидкість 65 км/год.
Базовий варіант серійного танка було виготовлено чотирма партіями у сукупній кількості 1845 одиниць. Різні партії мали між собою лише незначні відмінності.

### Leopard 1A1
Leopard 1A1 (1970) — програма модернізації, яку було розпочато після закінчення виробництва Leopard. Згідно цієї програми танки отримали: систему стабілізації, теплозахисний кожух для гармати, гусениці нової будови із знімними гумовими подушками, активні інфрачервоні прилади спостереження для водія та командира замінено на пасивні, модернізовано ОПВТ до 4,0 м, що дало можливість долати водні перешкоди глибиною 1,2 м без підготування; 2,25 після короткого підготування, та 4,0 м з повністю встановленим ОПВТ. Вага танку збільшилася до 41,5 т.

### Leopard 1A2
Leopard A2 (1972) — модифікація із посиленим бронюванням нової литої башти та удосконаленими повітряними фільтрами двигуна. Також було покращено фільтрувально-вентиляційну систему захисту від зброї масового ураження.

### Leopard 1A3
Позначення Leopard 1A3 отримали 110 танків виготовлених у п'ятій партії. Особливістю цього варіанта стала зварна башта з рознесеним бронюванням, яка забезпечувала такий же рівень захисту, як і лита, але мала більший внутрішній простір.
Командир отримав новий незалежний приціл TRP-2A. Бойова маса така аналогічна Leopard A2 — 42,4 т.

### Leopard 1A4
Leopard A4 (1974) — версія танка, у якій було враховано напрацювання для новітнього танка Leopard 2, який було випущено у 1980-х роках.
Башту було повністю перероблено для підвищення захищеності шляхом оптимізації схеми рознесеного бронювання. Танк отримав покращене електрообладнання та новий, високоякісний далекомір для командира танка. Двигун замінили на дизель Mercedes Benz з двома турбокомпресорами, потужністю 830 к.с. при 2200 об/хв. Максимальна швидкість становила 65 км/год. Запас ходу — 600 км.
Башта схожа на башту Leopard A3. Нова СКВ. Стабілізований приціл командира PERI R12 та стереоскопічний приціл навідника EMES 12A1, балістичний обчислювач. Боєкомплект скорочено до 55 снарядів (42 ліворуч від механіка-водія та 13 у башті). Вага 42,4 т.

### Leopard 1A5

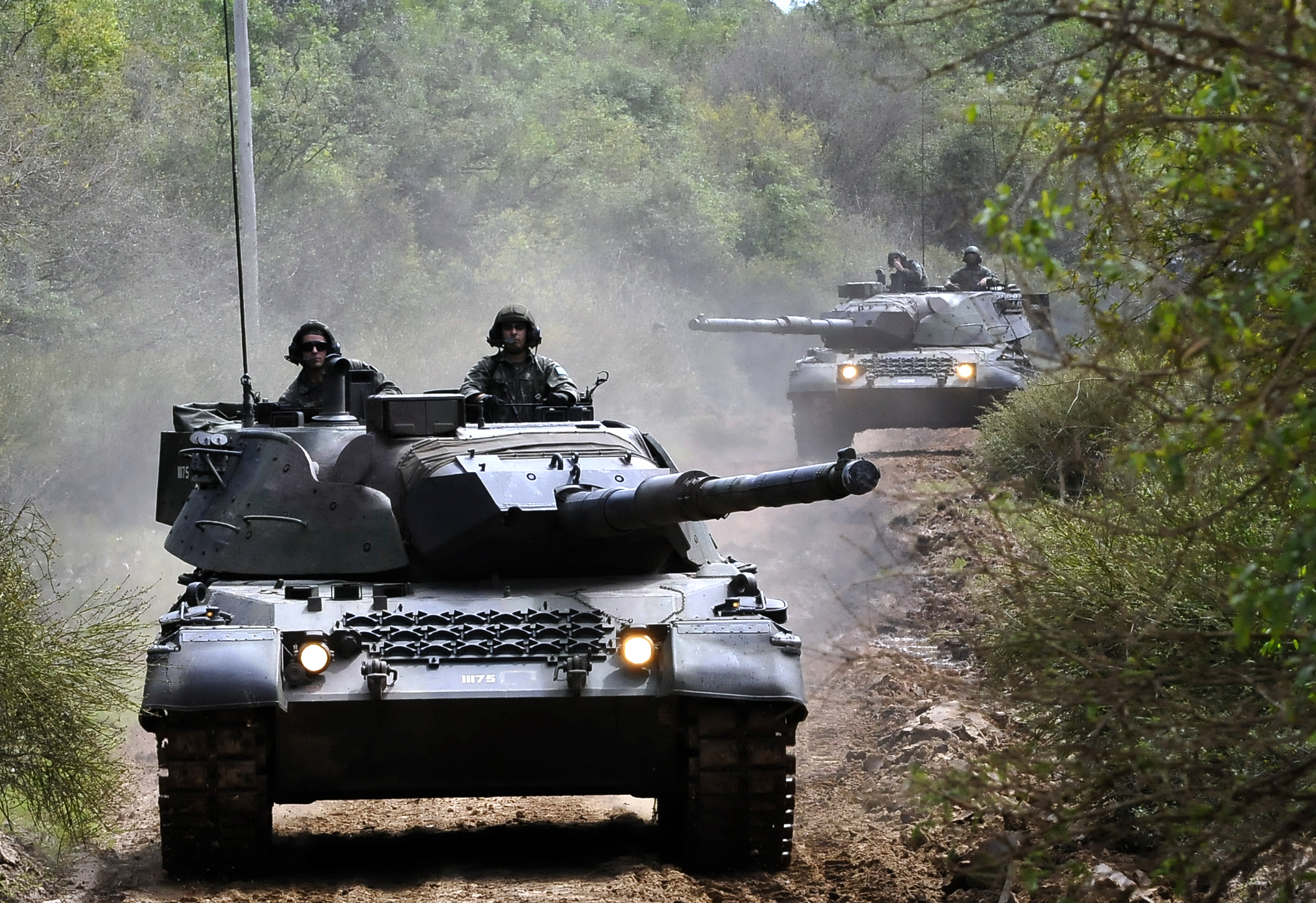
Бразильські Leopard 1A5 на навчаннях, 2013 рік

На початку 1980-х були проведені дослідження з підвищення бойової ефективності наявних танків. Leopard 1 був створений для боротьби з радянськими Т-55 та Т-62, але тепер він мусив протистояти новішим й потужнішим Т-64Б, Т-72Б та Т-72М1. Очікувалось, що невдовзі Радянський Союз отримає іще ефективніший Т-80Б.
Після порівняльних випробувань, в грудні 1983 було обрано систему керування вогнем Krupp-Atlas Electronik (KAE) EMES 18. Ця система була створена на основі EMES 15 для Leopard 2 та має багато з нею спільного. Система дозволяє наносити точне вогневе ураження при будь-яких погодних умовах на відстані до 2 км..
Планувалось, що програма модернізації буде втілена для 1225 танків (всіх чотирьох партій), однак одну машину було втрачено через пожежу, тому всього було отримано 1224 танків Leopard 1A5.
Головний приціл навідника в системі EMES 18 (нім. Hauptzielfernrohr) з тепловізійною системою виробництва Carl Zeiss знаходиться в броньованому коробі на даху башти, трохи правіше від осі гармати.
Замість стереоскопа, нова система отримала лазерний далекомір, а зайві отвори в башті були заварені металевими броневставками.
Балістичний обчислювач було запозичено у Leopard 2 та пристосовано під параметри 105 мм гармати L7A3. Знаходиться він під сидінням командира екіпажу. В обчислювачі зберігаються балістичні дані для семи різних типів боєприпасів, здатен обчислювати завдання на відстань до 4 км та брати до уваги нахил машини.
Контрольний блок комп'ютера аналогічний Leopard 2, встановлений над сидінням навідника.
Незалежний приціл командира TRP-1A та резервний TZF-1A було збережено, однак вони стали дещо вищі аби не перекриватись бронекорпусом основного прицілу.
Ближче до дула, на стволі гармати було встановлено коліматор для швидкого налаштування основного прицілу.
Важливим оновленням стала розробка поліпшених боєприпасів — підкаліберних бронебійних оперених снарядів (БОПС) DM23 та DM33.
Всі модернізовані Leopard 1A5 отримали можливість встановлення 120-мм гармати від Leopard 2. Це навіть перевірили на одному танку, але переобладнання всіх танків було визнано невиправданим.

### Leopard 1A6
Leopard A6 (1986) — два дослідні зразки, які було виготовлено в рамках дослідження Panzerkampfwagen 90 у різних варіантах — VT-2 та VT-5. Зразки отримали додаткове бронювання, 120 мм гармату та автоматичну систему пожежогасіння. Приріст ваги склав 4,6 та 3,5 т. відповідно. Після серії успішних випробовувань проєкт було закрито у 1987 р.

### Інші
Leopard A1A1 (1975) — модернізація Leopard A1. Посилено бронювання башти за допомогою сталевих екранів з гумовим прошарком. Вага 42,4 т.
Leopard A1A2; A2A1; A3A1 (1980) — танки Leopard A1, Leopard A2 та Leopard A3 відповідно, обладнані системою нічного бачення PZB 200 із низькорівневою телекамерою. Leopard A4 нею не обладнувалися. Ця система була проміжним варіантом для Leopard 2 до появи тепловізорів.

## Машини на базі танка

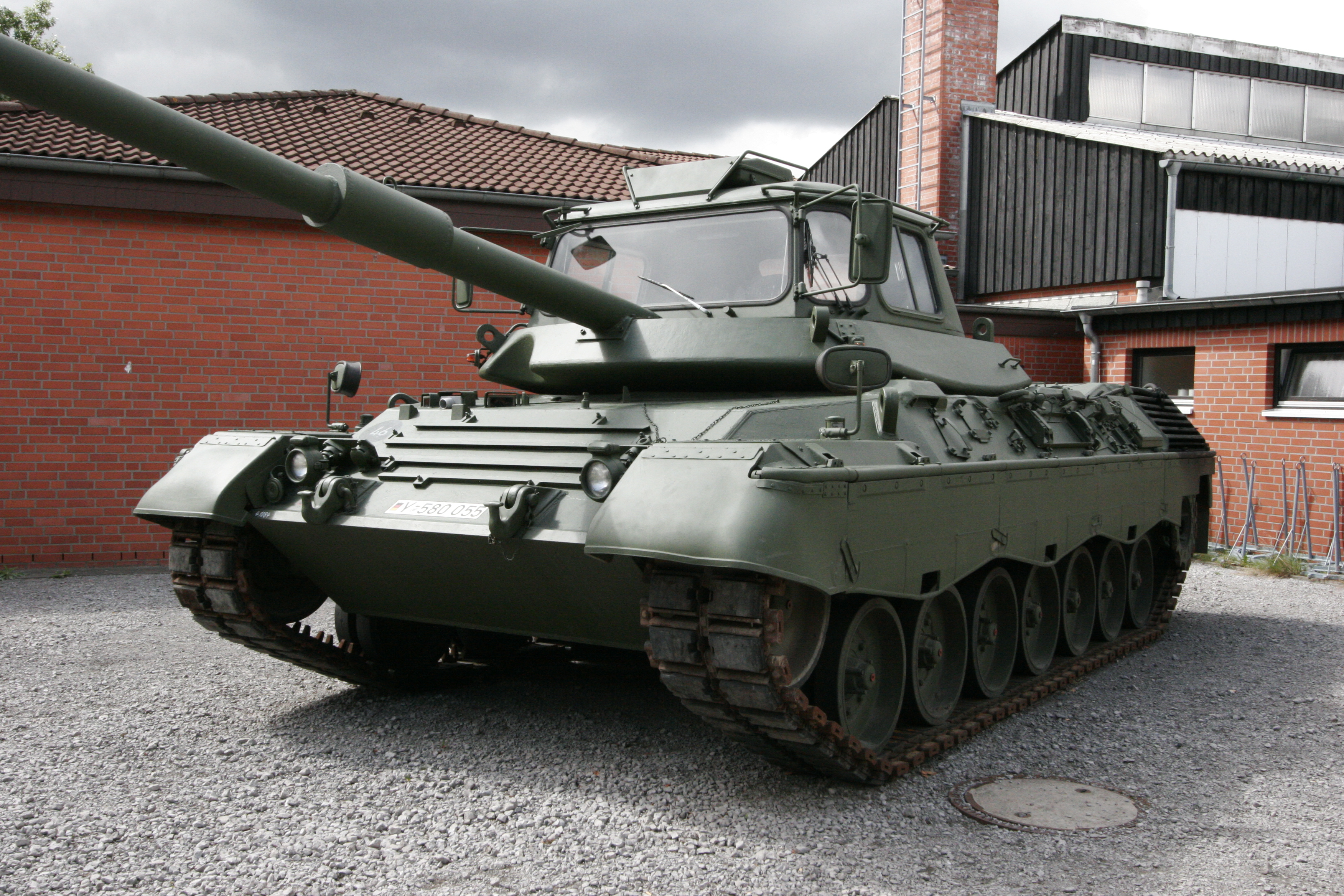
Der Fahrschulpanzer Leopard 1

Заради спрощення навчання водіїв-механіків, ремонтників, загального здешевлення експлуатації шасі Leopard 1 було використане у допоміжній бронетехніці. Зокрема:
- мостоукладач Biber
- броньована інженерна машина Wisent 1
- інженерно-ремонтна машина Bergepanzer 2
- броньована інженерна машина Dachs
- самохідний зенітний артилерійський комплекс Gepard
- машина навчання водіїв Der Fahrschulpanzer Leopard 1

### NM189 Ingeniørpanservogn
NM189 Ingeniørpanservogn — це норвезька інженерна броньована машина, розроблена у 1995 році компанією Alvis Moelv для виконання широкого спектру завдань на полі бою. Цей багатофункціональний транспортний засіб відіграє ключову роль у забезпеченні мобільності військ та інженерній підтримці підрозділів.
Основні функції та особливості:
- Розмінування: NM189 обладнаний системами для виявлення та знешкодження мін та інших вибухових пристроїв.
- Будівництво переправ: машина здатна швидко облаштовувати мости та переправи через водні перешкоди.
- Риття окопів та укриттів: завдяки обладнанню NM189 може ефективно виконувати інженерні роботи, створюючи укриття та оборонні споруди.
- Евакуація: машина може служити для евакуації поранених з поля бою та транспортування вантажів.
- Бронювання: наявність броні забезпечує захист екіпажу від стрілецької зброї та осколків.

Бронемашина обладнана гідравлічною стрілою з ковшем місткістю 1 кубічний метр. Цей інструмент, встановлений на обертовій платформі в передній частині машини, дозволяє викопувати окопи завглибшки до 4 метрів та завширшки до 8 метрів, не змінюючи позиції. За годину машина здатна перемістити понад 170 м³ ґрунту. Стріла має вантажопідйомність 15 тонн, що дозволяє використовувати її для широкого спектру інженерних робіт, включно з будівництвом укриттів та ремонтні роботи. За потреби, ківш може бути замінений на ґрунторіз.
NM189 має бульдозерний відвал завширшки 3,6 метра, який розташований у передній частині. Завдяки гідравлічній системі відвал можна піднімати та нахиляти під різними кутами, що дозволяє виконувати широкий спектр земляних робіт. Максимальна продуктивність відвалу становить 270 кубічних метрів за годину. Окрім копання та усунення перешкод, відвал може використовуватися для розчищення доріг від снігу та уламків, а також для створення оборонних споруд. Завдяки своїй масі та можливості закріплення в ґрунті, відвал може слугувати додатковим якорем під час виконання інших робіт, таких як буксирування або підйом вантажів.
Дві лебідки з тяговим зусиллям до 60 тонн кожна, призначені для евакуації пошкодженої або застряглої техніки, зокрема основних бойових танків. Довжина сталевого троса кожної лебідки становить 200 метрів. Крім того, машина може бути оснащена лінійним зарядом M58 MICLIC, який використовується для розмінування. Цей заряд транспортується та запускається з даху бронемашини.

### Leopard 1 Skyranger 35
Leopard 1 Skyranger — баштова система протиповітряної оборони малого радіусу дії, розроблена Rheinmetall Air Defense AG на шасі танку Leopard 1. Інтеграція Skyranger 35 з платформою Leopard 1 для використання Збройними силами України також запланована. Ця версія була продемонстрована під час навчань із бойовою стрільбою 18 вересня 2024 року. За планами, 10 таких зенітних машин має бути поставлено в Україну до кінця 2024 року.

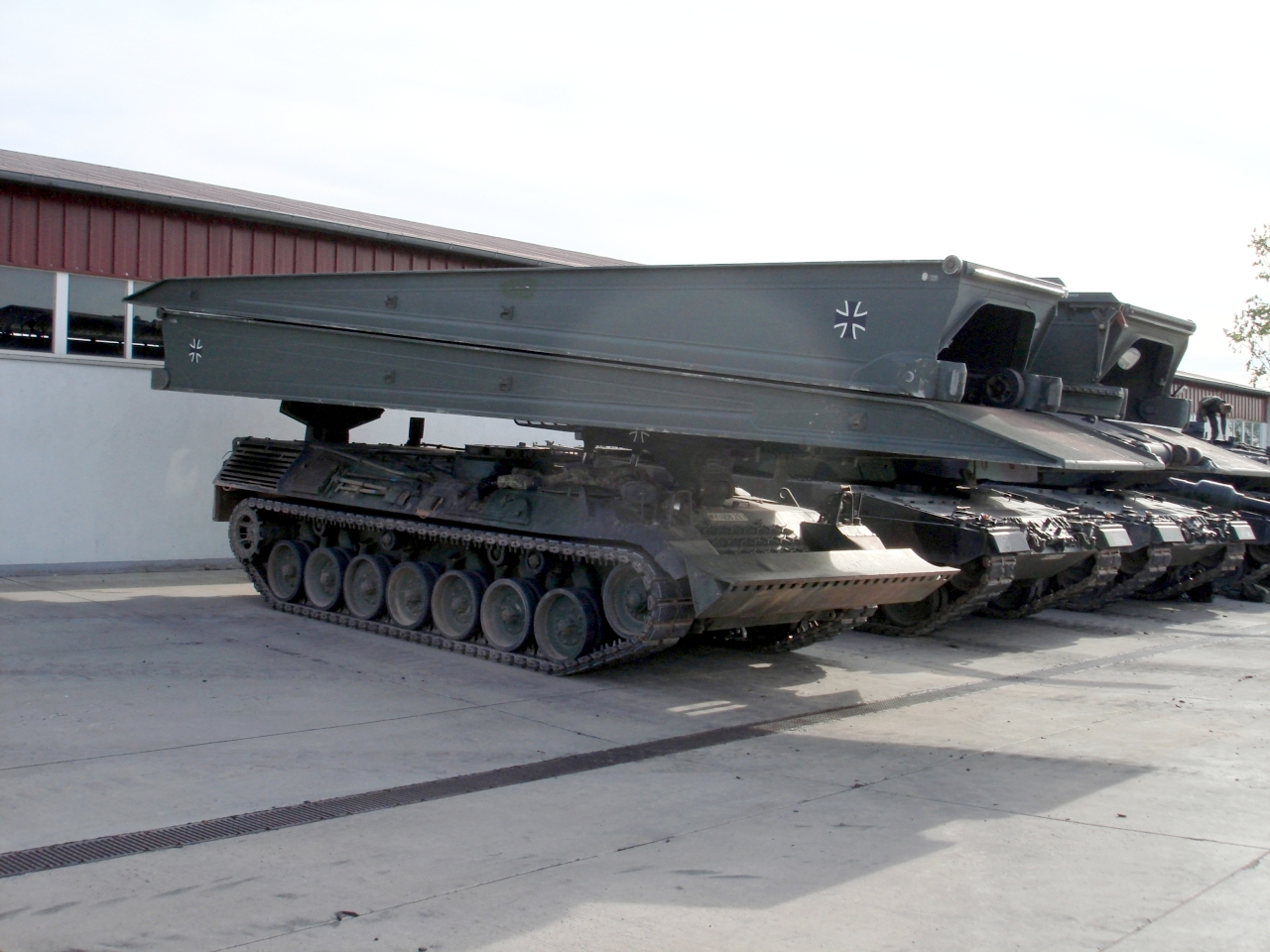
Biber
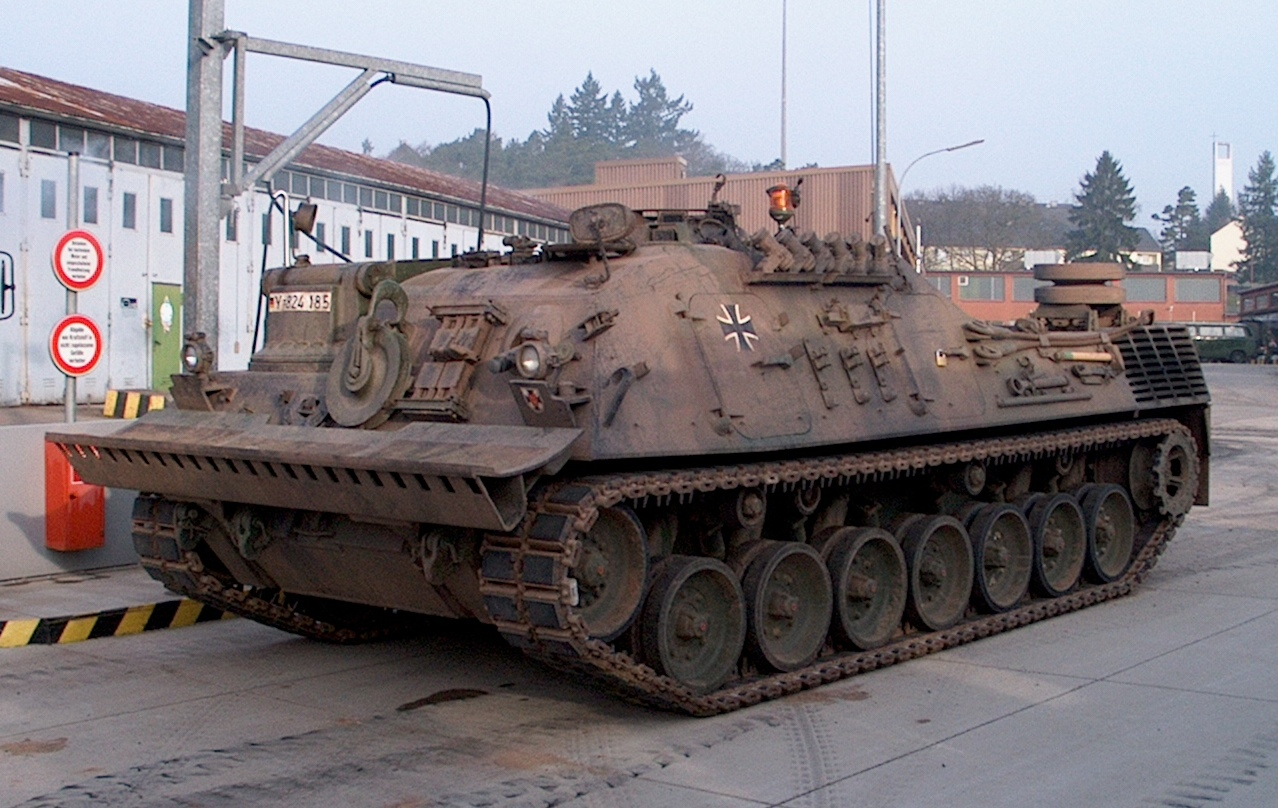
Bergepanzer 2
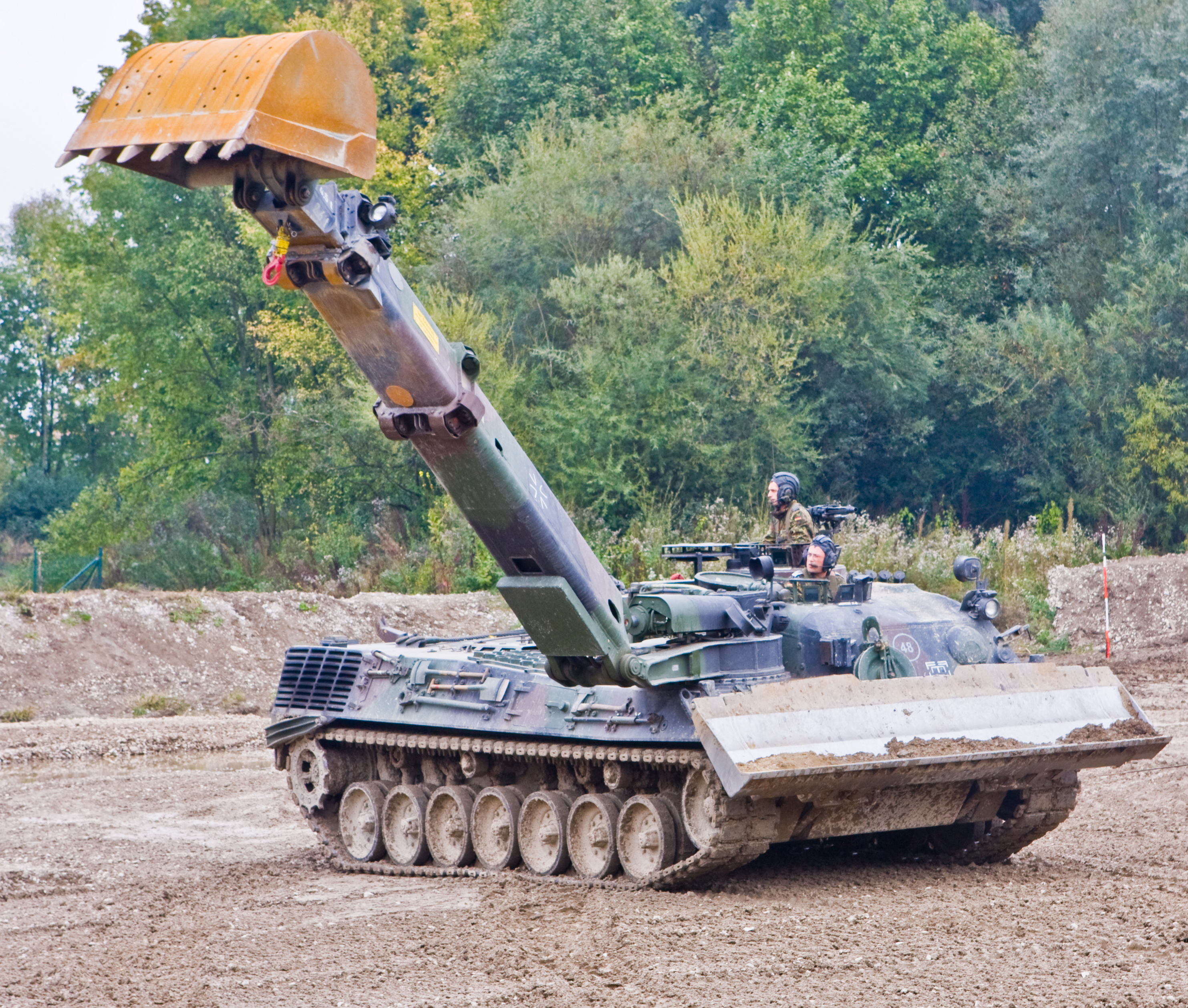
Dachs
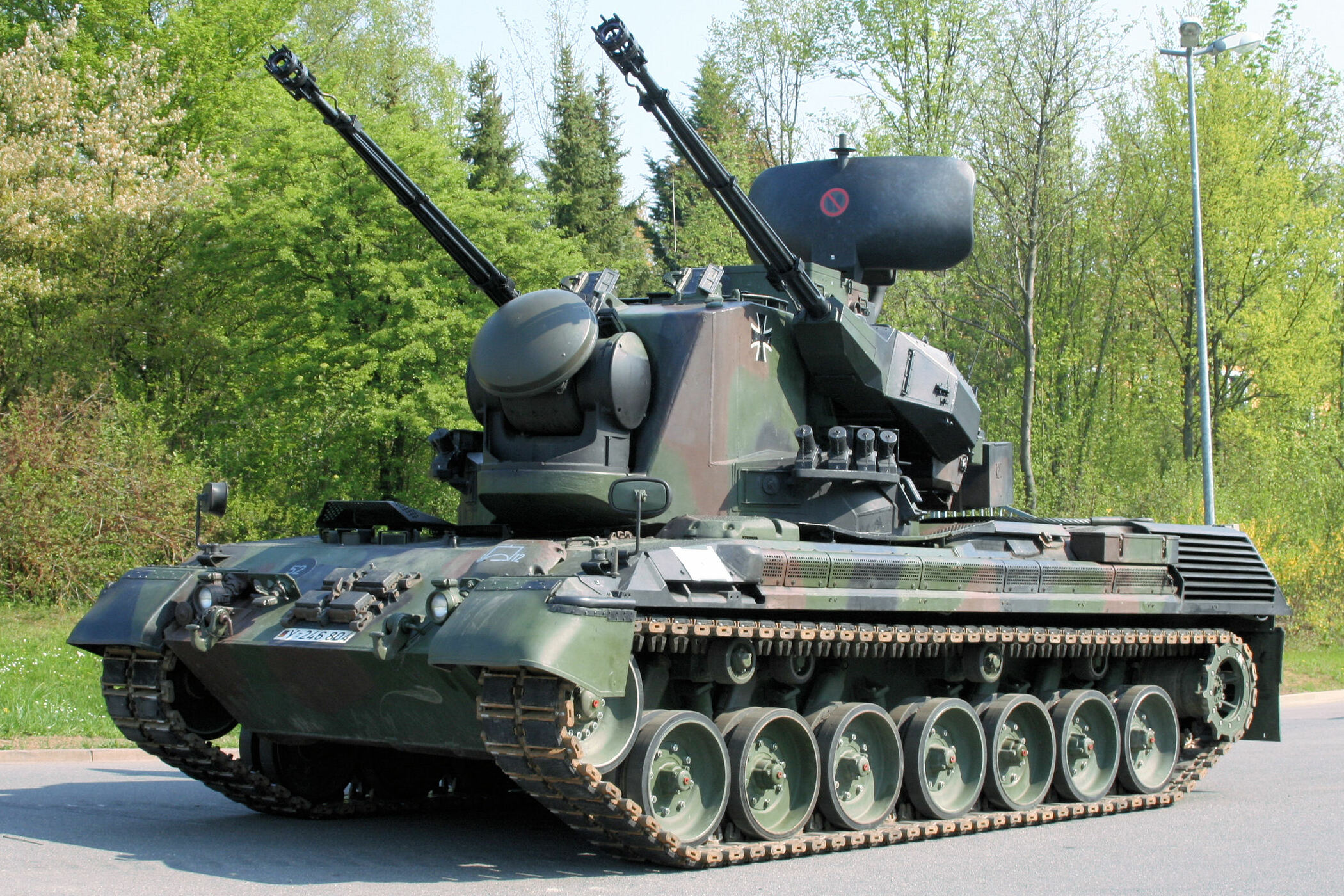
Gepard

## Бойове застосування

### Боснійська війна

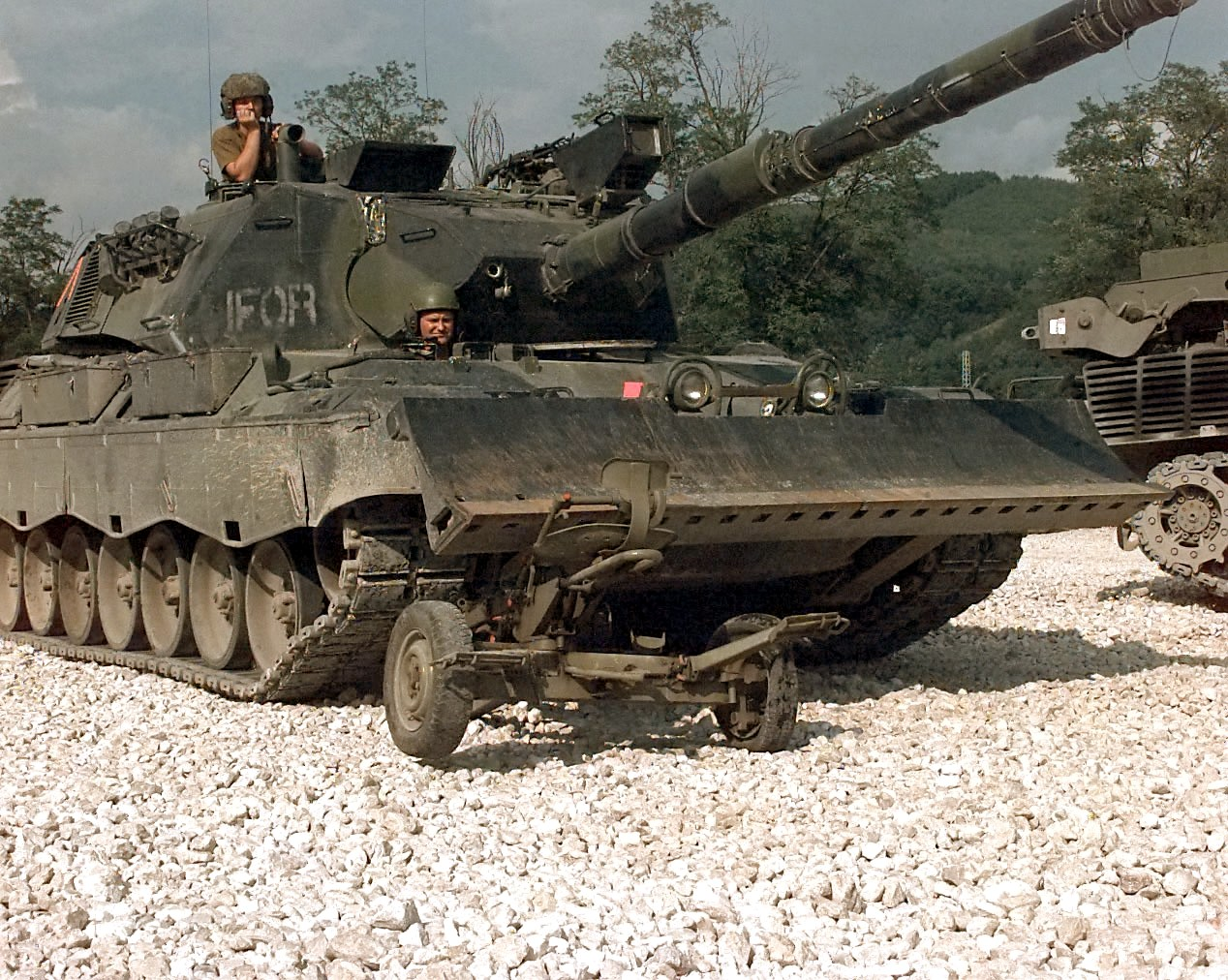
Данський Leopard 1A5 DK трощить причіп для сербської зенітної 23-мм гармати M55

Перше значне бойове застосування танків Leopard 1 сталось під час Боснійської війни. За збігом обставин, цей випадок став першими бойовим діями, в яких взяли участь Збройні сили Данії з часів Другої світової війни.
На озброєнні данського контингенту в складі охоронних сил ООН перебували танки Leopard 1A5. В свою чергу, данський контингент входив до складу «Нордичного батальйону 2» (NORBAT 2).
Вночі 29 квітня 1994 року стався бій, який згодом отримав назву операція Bøllebank. Угрупування боснійських сербів з Шекович розпочало обстріл спостережного посту TANGO 2.
Данські танкісти були підняті по тривозі та відправлені рятувати інших миротворців. Згодом до їх відома було доведено, що їм слід допомогти врятувати спостережний пункт TANGO 2, в якому перебували норвезькі та шведські військові, який обстрілювали боснійські серби.
Коли колона танків наблизилась до села Сарачі, за 8 кілометрів на схід від міста Тузла, боснійські серби почали обстріл колони з мінометів, протитанкових ракет, тощо. Поки основна частина колони залишилась в селі Сарачі (серб. Sarači), пара танків була відправлена до спостережного пункту. Ці танки потрапили під інтенсивний артилерійський вогонь поблизу села Калесія серб. кир.: Калесија, найближчого населеного пункту до спостережного поста. Всі запити на підтримку з повітря були відхилені.
Подальший перебіг подій різниться у різних свідків, проте достеменно відомо, що данські танкісти відкрили вогонь у відповідь. Ними було зроблено 72 постріли: 44 фугасних, 19 фосфорних, та 19 бронебійних снарядів. Було поцілено у три танки Т-55 боснійських сербів, сховище з боєприпасами та кілька бункерів.
Втрати у живій силі достеменно не відомі: за даними одних свідків, боснійські серби втратили до 150 вбитими і ще стільки пораненими, натомість командувачі боснійських сербів визнають загибель лише дев'ятьох бійців.

### Війна в Афганістані
Наприкінці 2006 року Канада направила ескадрон Королівського канадського полку до Афганістану. Він мав 17 танків Leopard 1C2 із бронею MEXAS, а також чотири ремонтно-евакуаційні машини та чотири інженерні машини. Техніка була доставлена в Кандагар у жовтні 2006 року, а вже 2 грудня 2006 року танки вперше вирушили на поле бою. Це був перший випадок із часів Корейської війни, коли канадський танковий ескадрон брав участь у бойових діях.
За час боїв в Афганістані Королівський полк втратив мінімум три Leopard 1C2 знищеними та ще 15 таких танків пошкодженими. На ці машини довелось терміново ставити додатковий протимінний захист. Після оцінки результатів використання Leopard 1C2 в Афганістані Канада вирішила інвестувати у Leopard 2, зокрема через недостатнє кондиціонування повітря та потребу у кращому захисті екіпажу.

### Російсько-українська війна

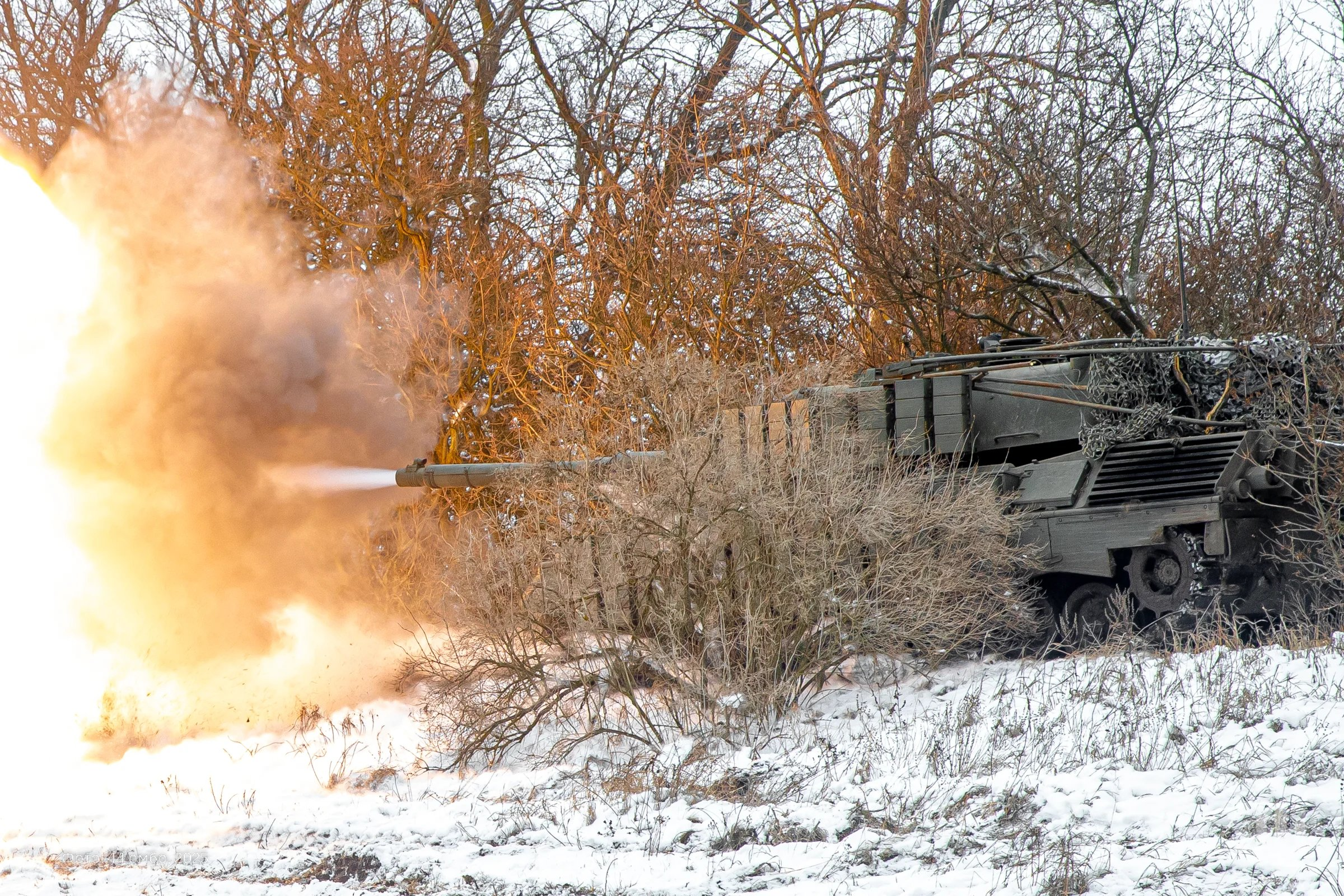
Leopard 1A5 знищує окупантів на Харківському напрямку. 44 ОМБр, березень 2025

Станом на листопад 2023 року отримані Україною Leopard 1 вже брали участь в бойових діях. Тут вони служили рухомими вогневими точками для стрільби по цілях на відстанях від 3,5 до 5 кілометрів. Українські військові відзначали високу точність, що значно перевершує танки радянських зразків, та простоту машин. Танкісти з 5-ї окремої танкової бригади ЗСУ також хвалили танк за високу точність, можливість у темний час доби ефективно працювати на відстань 4 км, а також за високу швидкість заднього ходу (для порівняння, у найновішого російського танку Т-90М «Прорив» швидкість заднього ходу всього 4,8 км/год).
Станом на 18 серпня 2025 року редактори Oryx Blog знайшли фото чи відео підтвердження безповоротної втрати Україною 14 танків Leopard 1A5. Ще 4 танки були покинуті українськими військовими (поточний стан машин невідомий).

## Оператори

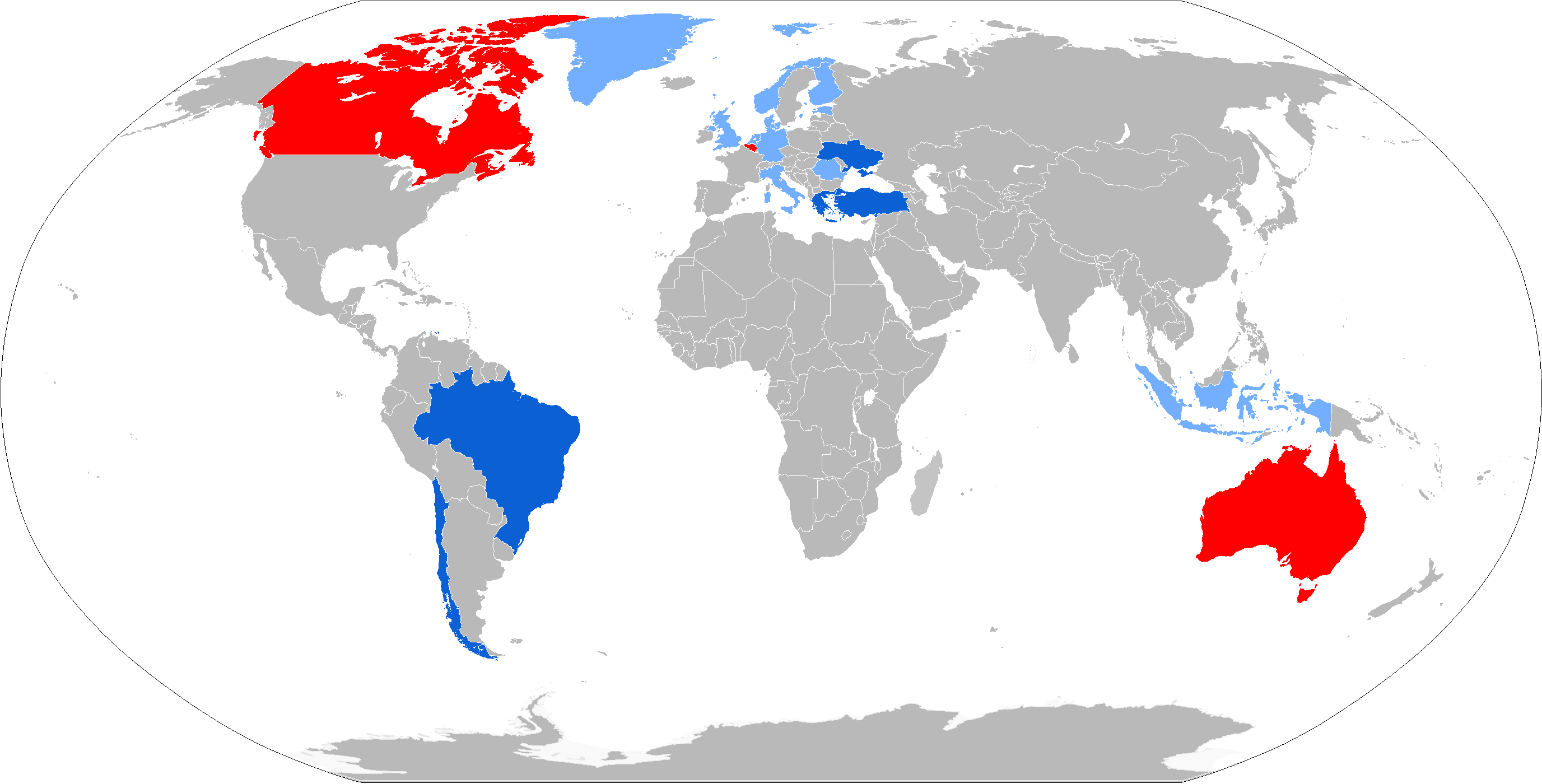
Оператори Leopard 1 станом на 2023 р.
Поточні оператори танків Leopard 1
Поточні оператори спецтехніки на базі Leopard 1
Колишні оператори

### Поточні
- Бразилія — 41 Leopard 1A1BE і 220 Leopard 1A5BR на озброєнні, станом на 2024 рік[28].
- Греція — 500 Leopard 1A4/5 на озброєнні, станом на 2024 рік[29]. Деякі з наявних 85 Leopard 1A4GR і 170 Leopard 1V/INL були переобладнані на допоміжні машини або використані на запчастини, інші буде пущено на брухт.
- Туреччина — 170 Leopard 1A4 і 227 Leopard 1A3 на озброєнні, станом на 2024 рік[30]. A1 оновили до Leopard 1T 'Volkan'[31][32].
- Україна — близько 85 одиниць Leopard 1A5/1A5BE на озброєнні, станом на 2025 рік[33][34]. Також станом на серпень 2023 було 6 БРЕМ Wisent 1, 15 Bergepanzer 2, 5 інженерних машин Dachs та 10 мостовкладачів Biber (всі машини на шасі Leopard 1) передано Німеччиною в рамках МТД[35], загалом заплановано передачу більше 110 танків спільними зусиллями Німеччини, Данії та Нідерландів[36].

#### Оператори спеціалізованих варіантів
- Велика Британія — зі значними змінами 4 корпуси Leopard 1A5 пристосували для створення амфібій.
- Данія — 10 ARV (Wisent), 6 AEV (базовані на Wisent) і 10 мостоукладачів залишено на службі. 230 Leopard 1A5DK перебували на озброєні, повністю замінені на Leopard 2. З квітня 2023 року розпочався процес передачі Leopard 1 Україні. За словами в.о. міністра оборони Данії Троелса Лунда Поульсена, Данія здатна передати до 100 машин[37].
- Індонезія — 3 AEV і 3 AVLB на службі[38][39].
- Італія — 920 (+250 спеціальних версій), зняті з озброєння до кінця 2008 (замінені на основний бойовий танк Ariete). Близько 100 одиниць Leopard 1 перебуває на зберіганні, станом на 2023 рік[40]. Модифікації AEV, ARV і ABLV залишили на службі.
- Нідерланди — перебувало до 468 танків Leopard 1 на службі (більшість продано в інші країни, 202 продано Чилі, 170 Греції); замінені на Leopard 2. Тільки ARV, BARV і мостоукладачі залишені на службі.
- Фінляндія — 16 Leopard 1 в якості інженерних і евакуаційних танків.

### Колишні
- Австралія — 71; 90 Leopard 1A4, які спочатку були доставлені як Leopard AS1, пізніше осучаснені, а потім замінені на 59 M1A1 Abrams зі США
- Бельгія — 132 Leopard 1A5(BE); спочатку 334; планується замінити всі на 21 Mowag Piranha III з 90 мм гарматою.[41]
- Еквадор — 30 Leopard 1V і 30 Leopard 1A5[42].
- Канада — 52 Leopard 1C2 на зберіганні, станом на 2024 рік[43]. «Леопарди» C2 активно використовувалися до 2015 і були замінені на Leopard 2, початкове замовлення була на 114 Leopard 1C1 (тотожні Leopard 1A3 з лазерним далекоміром) отримані у 1978–79 роках.
- Німеччина — 2437 на початку. Їх замінили на Leopard 2. Leopard 1, що залишились, перебувають на довготерміновому зберіганні для перепродажу.
- Норвегія — 172 на початку; замінені на Leopard 2. Останні Leopard 1A5 були списані в 2011 після церемонії присвяченої 42 рокам на службі[44]. ARV і мостоукладачі залишаються на службі.
- Чилі — 202 Leopard 1V, зменшено до 150; з 2021 року виводяться з експлуатації[45].

### Канада
Для заміни танків Centurion у 1978–79 роках Канада придбала 114 танків Leopard C1 (еквівалент Leopard 1A3 із лазерним далекоміром) для своїх Сухопутних військ. Більшість із цих танків було розміщено в Західній Німеччині під час Холодної війни, а кілька залишилися на базі Канадських збройних сил Гейджтаун у Нью-Брансвіку для навчання. У 1976 році, до поставки нових Leopard, канадський уряд орендував 35 танків Leopard 1A2 у підрядника для підготовки екіпажів 4-ї канадської механізованої бригадної групи (4CMBG), що базувалася в Західній Німеччині. Ці танки були на озброєнні Королівських канадських драґунів (Royal Canadian Dragoons), які брали участь у змаганнях із екіпажами танків НАТО й виграли танкове змагання канадської армії у 1977 році.
Впродовж служби канадські «Леопарди» неодноразово модернізувалися. Модернізація включала встановлення тепловізійного обладнання для нічного бачення. П'ять чи шість танків Leopard C1 отримали навісну броню MEXAS, виготовлену німецькою компанією IBD Deisenroth Engineering. Ці танки, позначені як Leopard C1 MEXAS, брали участь у місії KFOR у Косово у 1999 році з Королівським канадським полком. Пізніше їх модернізували до рівня Leopard C2 з аналогічною системою прицілювання та управління вогнем.
Починаючи з 1996 року, 114 танків Leopard C1, що перебували на озброєнні, планувалося модернізувати до стандарту Leopard 1A5, отримавши позначення Leopard C2. Вартість модернізації становила 139 млн канадських доларів. Башти 123 надлишкових танків Leopard 1A5, придбаних у Міністерства оборони Німеччини, встановили на існуючі корпуси (дев'ять башт залишили для запасних частин і навчання), а корпуси німецьких танків продали назад підряднику. У процесі модернізації з оригінальних башт Leopard 1A3 спочатку знімали основне озброєння, а потім демонтували башти з корпусів C1. Потім модифіковані башти Leopard 1A5 встановлювали на корпуси C1. Перші модернізовані танки, названі Leopard C2, надійшли на озброєння в листопаді 1999 року на базі Гейджтаун у Нью-Брансвіку. Модернізація передбачала заміну зварних башт на литі, посилення бронезахисту башт, установку нового прицілу та покращеного гідравлічного приводу для тих же башт.
У 2007 році були впроваджені оновлення: теплові чохли, системи охолодження та камуфляжна система Barracuda.
Після оцінки результатів використання Leopard 1C2 в Афганістані Канада вирішила інвестувати у Leopard 2, зокрема через недостатнє кондиціонування повітря та потребу у кращому захисті екіпажу.

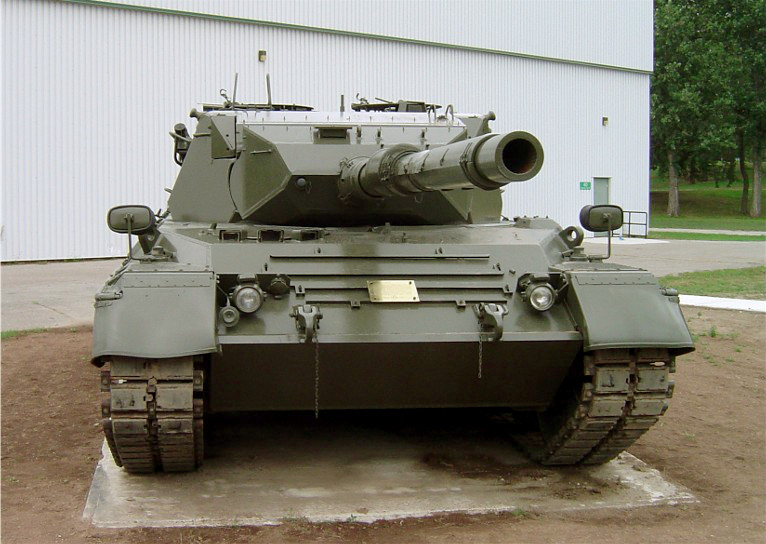
Канадський Leopard 1C1.
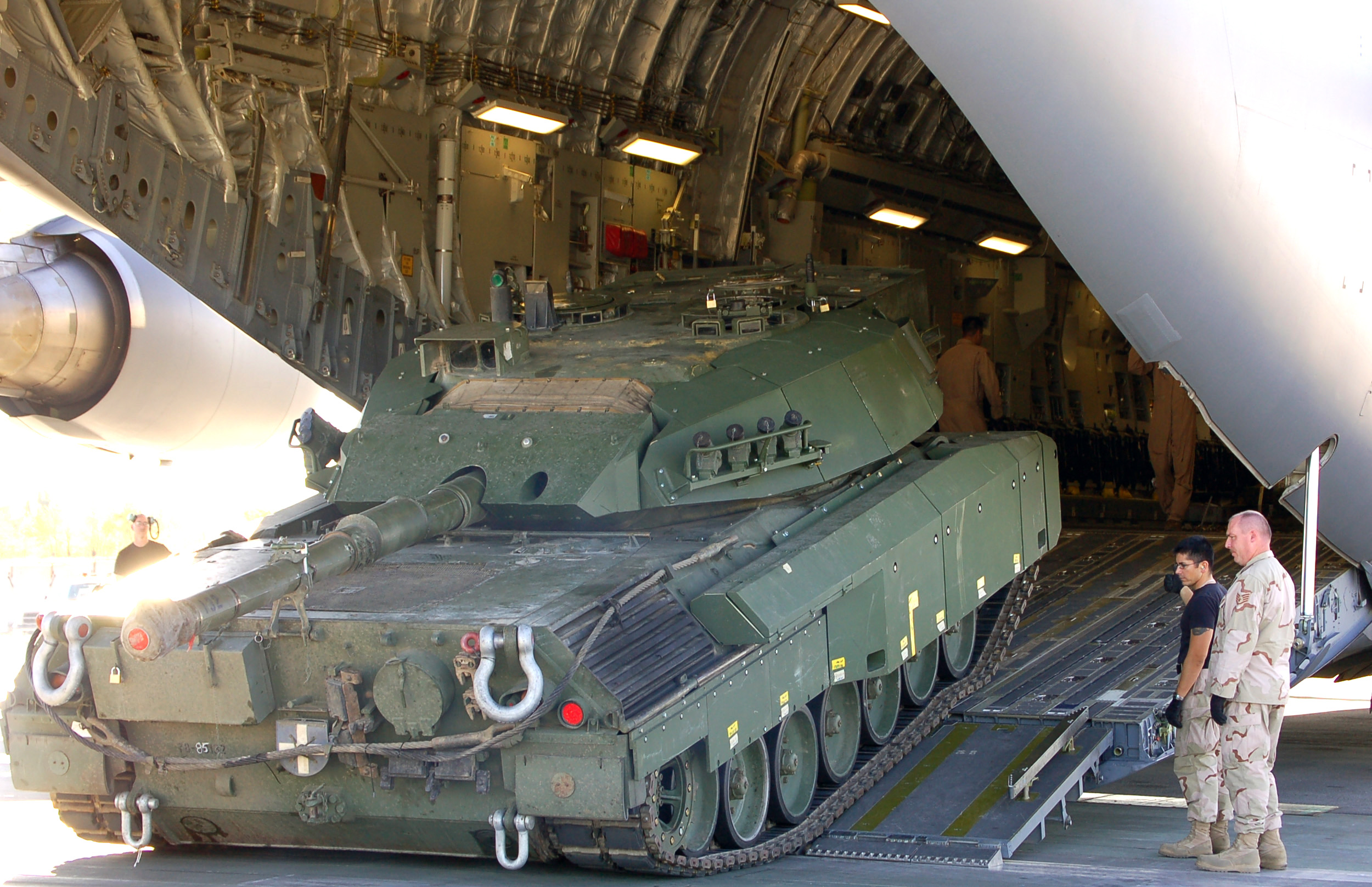
Канадський Leopard 1C2 з навісною бронею MEXAS[en].

### Туреччина
Туреччина має значний парк танків Leopard 1 разом з американськими M60 (глибоко модернізованими до сучасних версій) та сучаснішими Leopard 2.
77 Leopard 1A3 були отримані в 1982—1983 роки з позначенням Leopard 1 TU, на них була встановлена система управління вогнем EMES12A3. Іще 150 танків у версії A4 були отримані з наявності Бундесверу в 1990—1991 роки. Остання партія з 110 танків версії 1A1A1 (з наявності Бундесверу) були передані всередині 1990-их. Таким чином, сукупна кількість Leopard 1 різних модифікацій склала 337 одиниць. Для них була розроблена програма модернізації, зокрема, шляхом встановлення системи управління вогнем Volcan фірми Aselsan після чого вони отримують позначення Leopard 1T.

### Україна
У квітні 2022 року стало відомо, що корпорація Rheinmetall пропонувала Україні придбати бойові машини піхоти Marder та танки Leopard 1A5 зі своїх складів. Однак, для цього треба було отримати дозвіл від німецького уряду.
Влітку 2022 року Україна стала оператором машин на шасі Leopard 1, зокрема, це зенітні артилерійські самохідні установки Gepard (станом на вересень 2022 року — 30 машин). Також наприкінці квітня 2022 року міністр оборони Крістін Ламбрехт повідомила про рішення передати партію з 16 танків-мостоукладальників Biber. Їх можна використовувати для подолання водних та інших перешкод на полі бою. В середині липня 2022 року німецький уряд включив у список допомоги Україні три броньовані ремонтно-евакуаційні машини Bergepanzer 2.
3 лютого 2023 року німецький уряд ухвалив політичне рішення надати дозвіл підприємствам німецького оборонно-промислового комплексу передавати танки Leopard 1 з їхніх запасів. А вже 7 лютого уряд видав ліцензії на експорт до 178 танків до України. Зокрема, це могли бути 88 машин від Rheinmetall та ще 99 від Flensburger Fahrzeugbau Gesellschaft. Оскільки танки тривалий час знаходились на зберіганні, вони мали бути відремонтовані та модернізовані. У травні 2024 року було показано Leopard 1A5DK, обладнаний динамічним захистом «Контакт-1» або «Ніж» на лобі та бортах корпусу й башти.
Станом на травень 2024 року Україна мала близько 90 танків, з яких 30 від Данії та решта від Німеччини. До кінця літа заплановано передачу ще 45 одиниць.
У вересні 2024 року українське командування посилило 5-ту окрему танкову бригаду танками Leopard 1. У бригаді захист танків посилили блоками динамічного захисту «Контакт-1», які встановили на башті та на бортах.

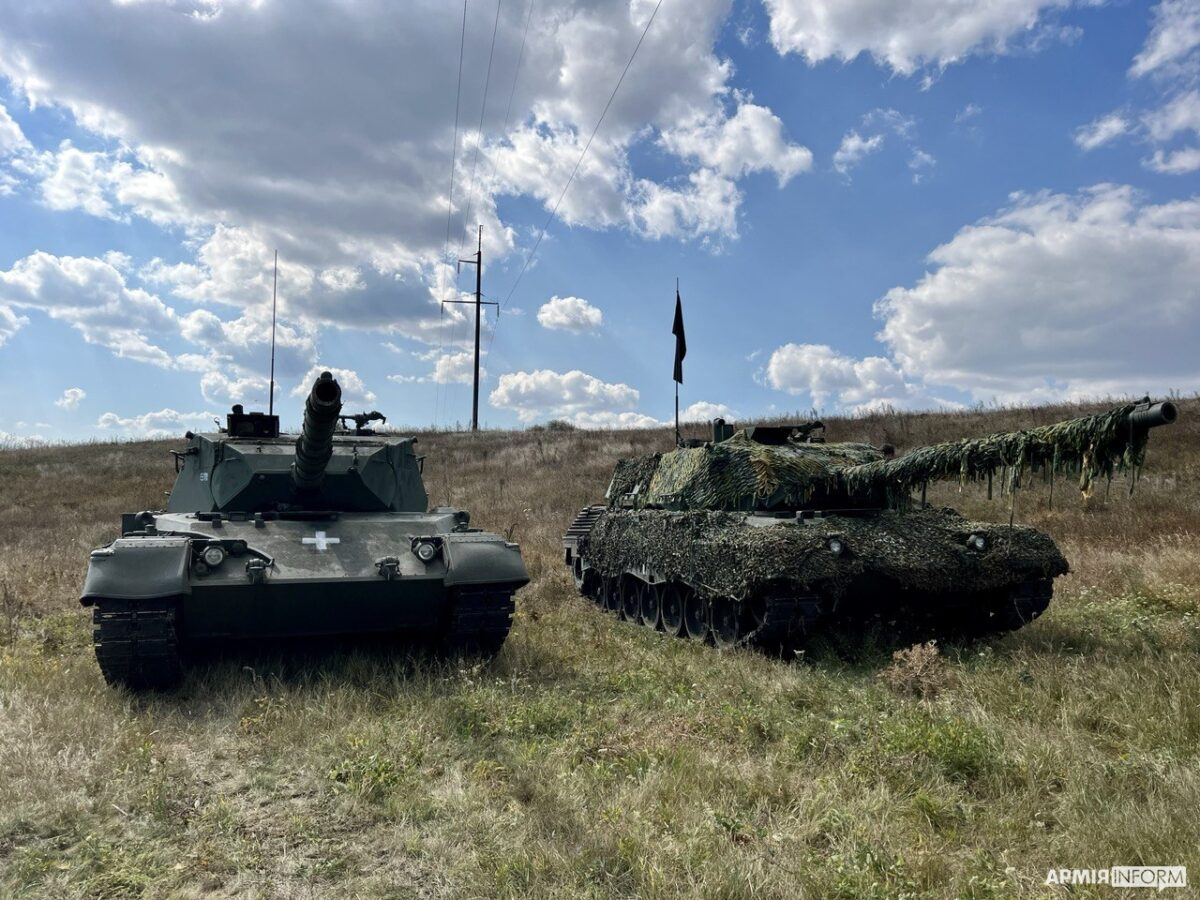
Українські Leopard 1A5 DK.
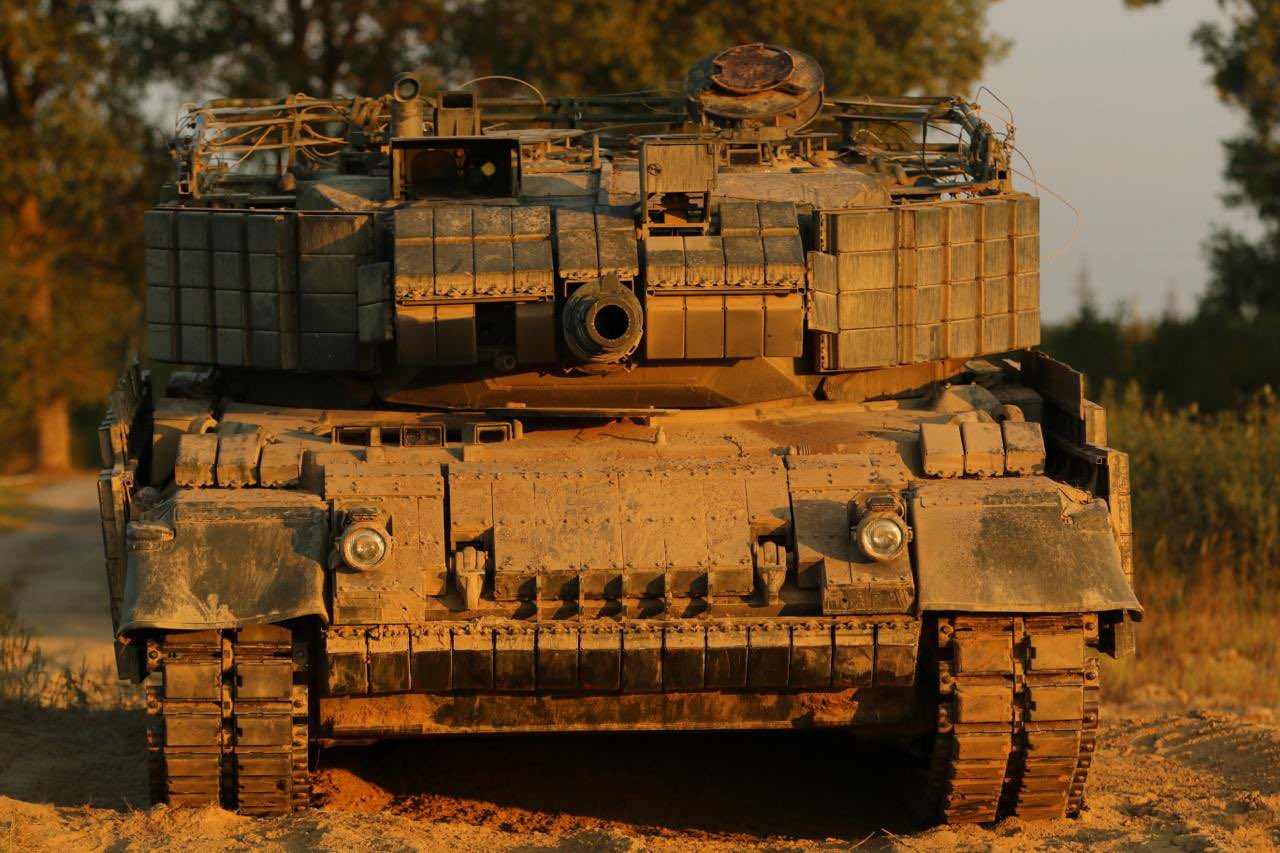
Leopard 1A5 з блоками ДЗ «Контакт-1» на озброєнні 5 ОТБр, вересень 2024
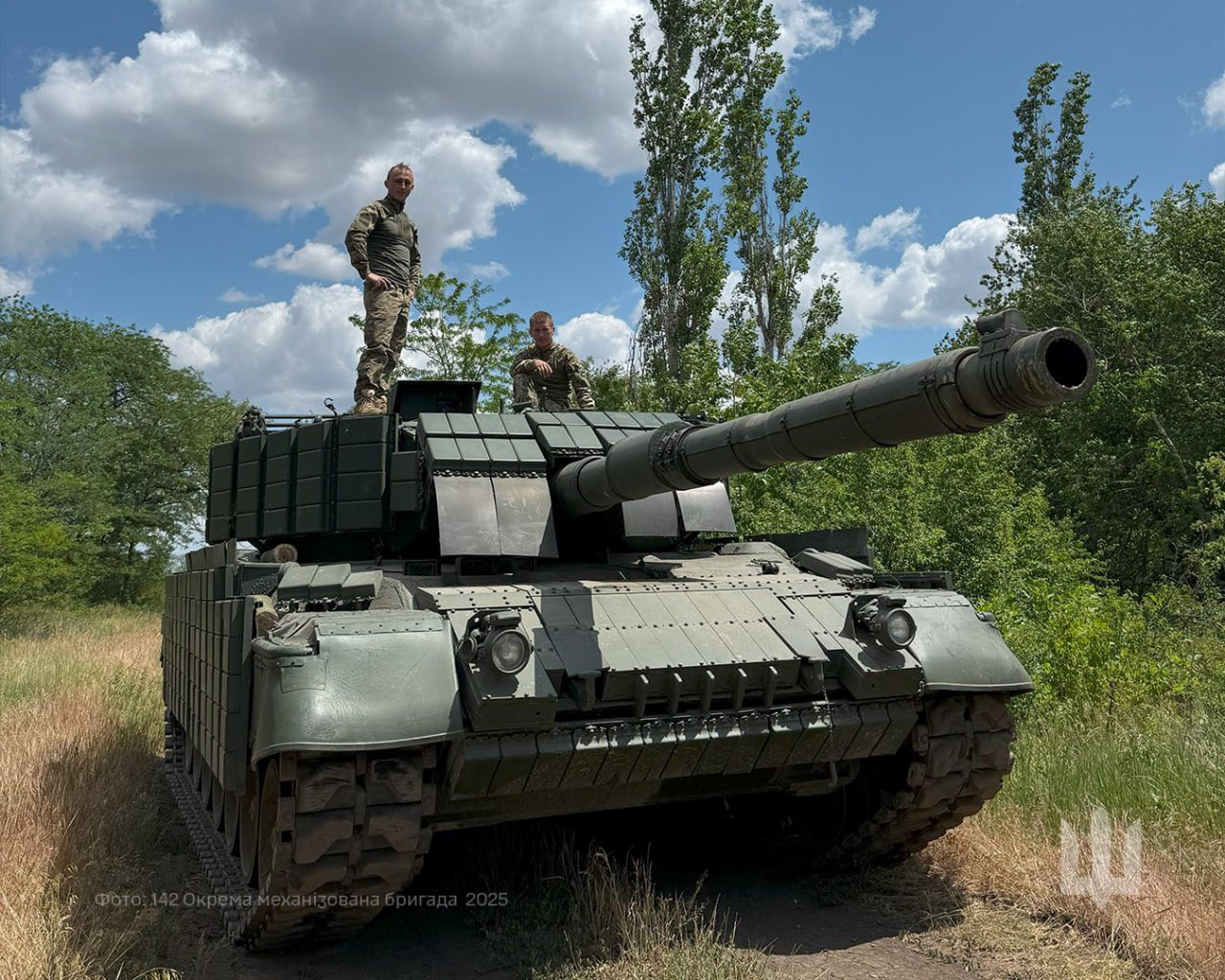
Leopard 1A5 з блоками ДЗ «Контакт-1» на озброєнні 142 ОМБр, липень 2025